# Perspectiva

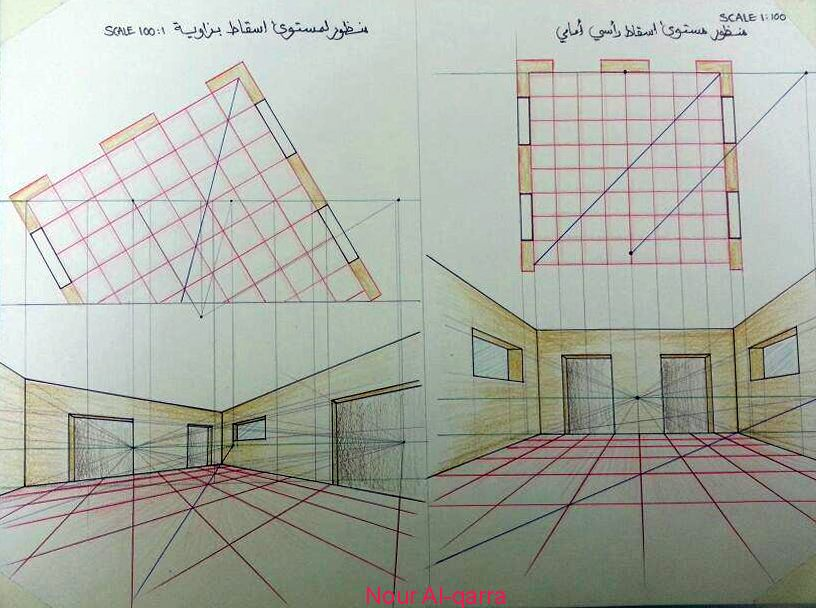
Croquis realizados de manera manual de las perspectivas de una habitación, en los que se aprecian las líneas auxiliares utilizadas

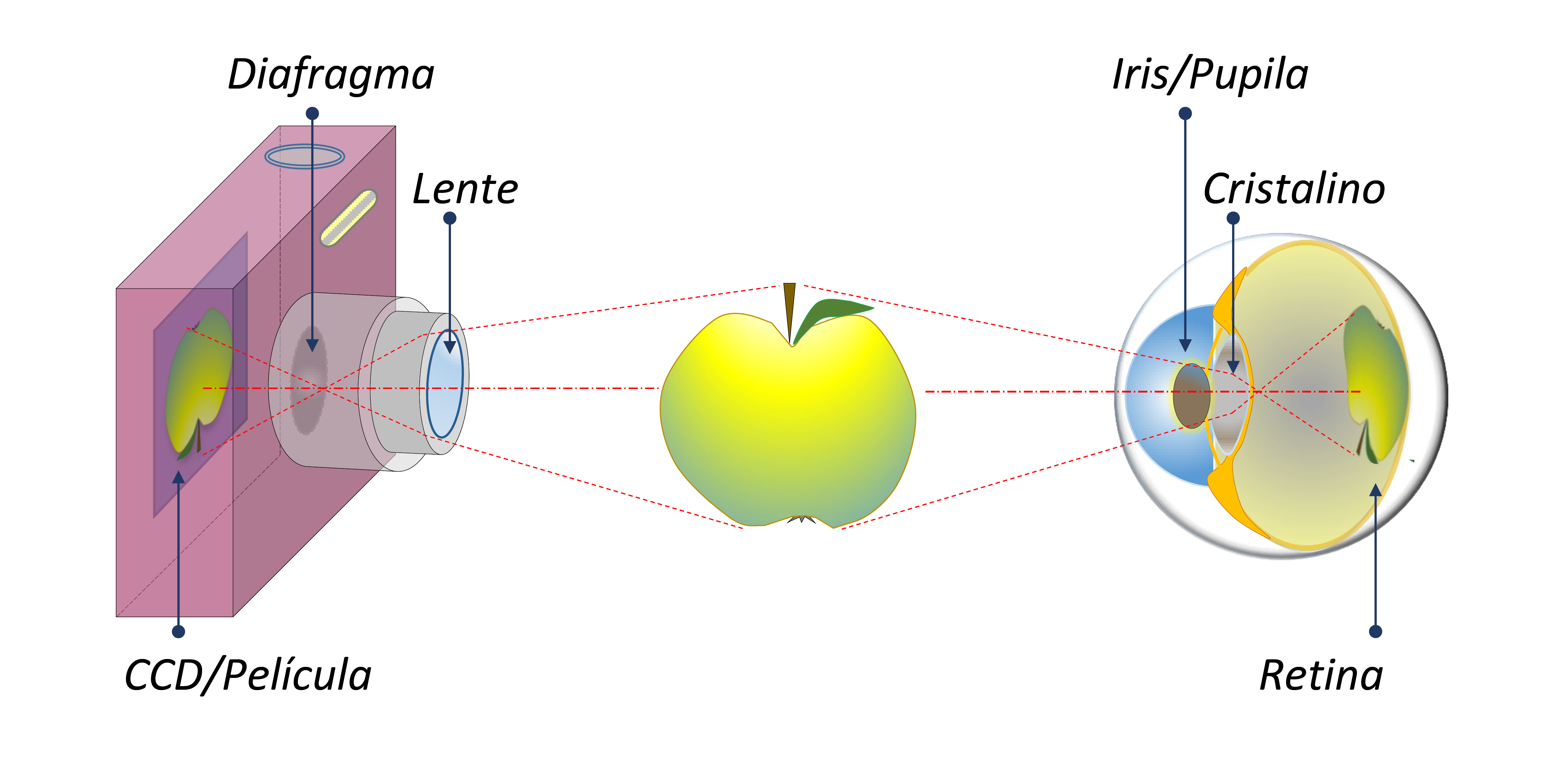
Analogía funcional entre el ojo humano y una cámara fotográfica. En ambos casos, las imágenes recibidas se forman gracias a una proyección central

Diferencia entre perspectiva axonométrica (arriba) y una perspectiva cónica (abajo): en la cónica existen líneas paralelas del modelo que convergen, y las casas van siendo más pequeñas a medida que se alejan del punto de vista; mientras que en la axonométrica todas las líneas paralelas se conservan como tales, y las casas no decrecen de tamaño (nótese el efecto óptico que da la impresión de que las casas más alejadas son mayores, cuando en realidad todas son del mismo tamaño en el dibujo)

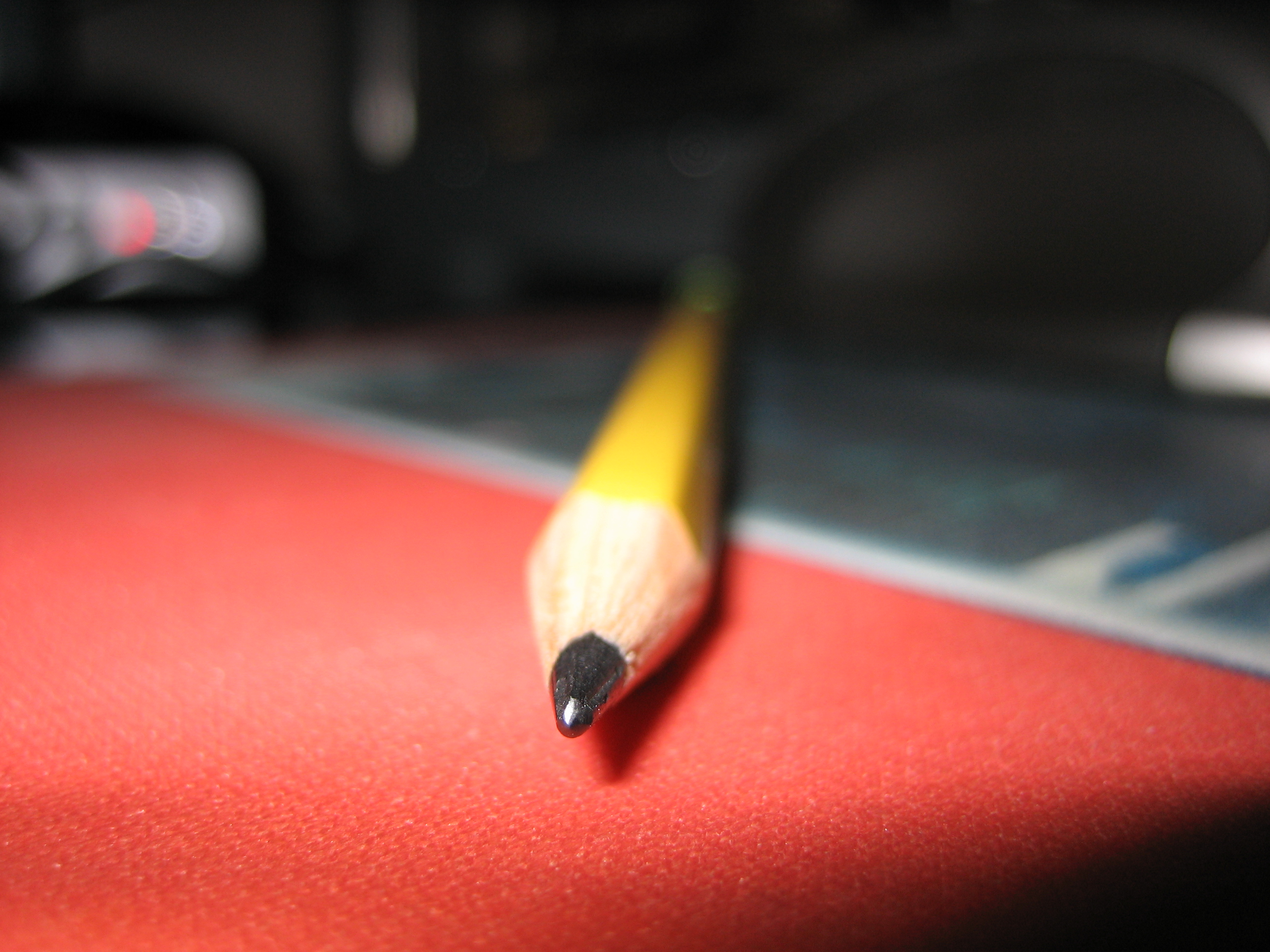
Un lápiz afilado en perspectiva extrema. Téngase en cuenta la profundidad de campo

El término perspectiva (en latín: perspicere «para ver a través de») se utiliza en las artes gráficas para designar a una representación, generalmente sobre una superficie plana (como el papel o un lienzo), de un motivo tal como es percibido por la vista, de forma que se pueda intuir su configuración tridimensional.
Geométricamente, estas representaciones se obtienen a partir de la intersección de un plano con un conjunto de visuales, las líneas rectas o rayos que unen los puntos del objeto representado con el punto desde el que se observa (denominado el punto de vista).
En este sentido, existen dos tipos fundamentales de perspectivas, en función de la posición relativa entre el modelo representado y el punto de vista: 
Perspectiva cónica: También denominada perspectiva central, sus características más distintivas son que los objetos representados son más pequeños a medida que aumenta su distancia al observador; y la convergencia en un punto de fuga de la representación de las líneas paralelas del modelo. Las visuales forman un haz cónico, con su vértice en el punto de vista.
Los pintores y arquitectos del Renacimiento italiano, incluidos Filippo Brunelleschi, Masaccio, Paolo Uccello y Piero della Francesca, así como el matemático Luca Pacioli, estudiaron la perspectiva central, escribieron tratados sobre ella y la incorporaron en sus realizaciones, contribuyendo así a las matemáticas del arte.
A medio camino entre el arte y la técnica, arquitectos y urbanistas se han valido de este tipo de perspectivas para dar una mejor idea del aspecto que podrían tener sus propuestas constructivas, más allá de la información facilitada por planos en planta y alzado.
Las fotografías producen este tipo de perspectivas (mediante un elemento fotosensible que recoge la imagen proyectada desde el foco de una lente), al igual que los ojos de los animales superiores (en los que se forma una imagen sobre la superficie de la retina, proyectada desde el foco del cristalino).
Perspectiva axonométrica: es un tipo de proyección en la que todas las visuales son paralelas entre sí, lo que equivale a que el punto de vista se sitúe en el infinito. En este tipo de perspectivas, las líneas paralelas en el modelo conservan su paralelismo en la imagen, por lo que los objetos no reducen su tamaño a medida que se alejan del observador, ni existe ningún punto de fuga en el que converjan las líneas del dibujo.
Es un sistema de representación gráfico más ligado a la ciencia y a la técnica que al arte. Sus orígenes no están claros, puesto que se conocen planos arquitectónicos que datan de veinte siglos a. C., procedentes de Caldea, y existe una larga tradición en este campo ligada a la cantería y a la ingeniería militar muy anterior al Renacimiento. En su forma moderna surgió de la mano del matemático francés Gaspard Monge (1746-1818) como una generalización al espacio del sistema de coordenadas cartesianas del plano previamente formalizado en el siglo XVII, permitiendo visualizar de una forma relativamente sencilla y eficaz curvas, superficies y objetos tridimensionales sobre el plano del papel. Con el desarrollo de la industria mecánica de precisión a partir de finales del siglo XIX, la perspectiva axonométrica tomó carta de naturaleza a partir de la sistematización de su uso en cristalografía por el ingeniero de minas italiano Quintino Sella (1827-1884), convirtiéndose en una herramienta de gran utilidad para generar planos detallados de piezas complejas, facilitando la comprensión de su configuración geométrica.
Otra ventaja de este tipo de vistas es que es posible conocer directamente las dimensiones del modelo original midiendo sobre los ejes del dibujo. En este sentido, numerosas normas técnicas especifican las características de este tipo de perspectivas.
La aparición de programas de ordenador capaces de manejar con gran agilidad la información geométrica de modelos complejos, ha diluido la diferencia que existía entre estos dos tipos de perspectivas en lo relativo a su ejecución, especialmente cuando se confeccionaban manualmente. En cualquier caso, los procedimientos gráficos y sus bases teóricas asociados a estos dos tipos de sistemas de representación siguen formando parte de los programas académicos tanto de los centros de educación secundaria como de las escuelas superiores de arquitectura, ingeniería y bellas artes de todo el mundo.

## Visión general
|                                                   | |
| Un cubo en una perspectiva con dos puntos de fuga | Rayos de luz viajando desde el objeto, a través del plano del dibujo, y hasta alcanzar el ojo del espectador. Esta es la base de la perspectiva |

Efectos del cambio de la posición relativa del punto de vista y del plano del dibujo respecto al modelo: cuando el plano se acerca al punto de vista, se obtiene el mismo dibujo pero de menor tamaño; cuando el punto de vista se acerca al modelo, aumenta la convergencia de las líneas del dibujo

La perspectiva lineal siempre funciona representando la luz procedente de una escena que pasa a través de un rectángulo imaginario (realizado como el plano de la pintura), hasta alcanzar la vista del espectador, como si el espectador mirara a través de una ventana y pintara directamente sobre el cristal lo que se ve. Si se mira desde el mismo lugar donde se pintó el cristal de la ventana, la imagen pintada sería idéntica a lo que se veía a través de la ventana sin pintar. Cada objeto pintado en la escena es una versión plana y reducida del objeto situado al otro lado de la ventana. Dado que cada parte del objeto pintado se encuentra en la línea recta desde el ojo del espectador a la parte equivalente del objeto real representado, el espectador no ve diferencia (sin considerar la percepción de profundidad binocular) entre la escena pintada en el cristal de la ventana y la vista de la escena real.
Todos los dibujos en perspectiva suponen que el espectador está a cierta distancia del dibujo. Los objetos se escalan en relación con ese punto de visión. Un objeto a menudo no se escala de manera uniforme: un círculo frecuentemente aparece como una elipse y un cuadrado puede aparecer como un trapezoide. Esta distorsión se conoce como escorzo.
Los dibujos en perspectiva tienen una línea del horizonte, que casi siempre está implícita. Esta línea, directamente opuesta al ojo del espectador, representa objetos infinitamente lejanos, que se han reducido en la distancia al grosor infinitesimal de una línea. Es análogo (y lleva el nombre) del horizonte de la Tierra.
Cualquier representación en perspectiva de una escena que incluya líneas paralelas tiene uno o más puntos de fuga. Un dibujo en perspectiva de un solo punto significa que el dibujo tiene un único punto de fuga, normalmente (aunque no necesariamente) directamente opuesto al ojo del observador y generalmente (aunque no necesariamente) en la línea del horizonte. Todas las líneas paralelas a la línea de visión del espectador retroceden hacia el horizonte, dirigidas al punto de fuga. Este es el fenómeno estándar de la convergencia de las vías del tren. Un dibujo con dos puntos de convergencia tendría líneas paralelas a dos ángulos diferentes. Es posible cualquier número de puntos de fuga en un dibujo, uno para cada conjunto de líneas paralelas que están en un determinado ángulo respecto al plano del dibujo.
Las perspectivas que contienen muchas líneas paralelas se observan a menudo cuando se dibujan obras de arquitectura (donde se utilizan con frecuencia líneas paralelas a los ejes x, y y z). Debido a que es raro tener una escena que consista únicamente en líneas paralelas a los tres ejes cartesianos, en la práctica no es frecuente ver perspectivas con solo uno, dos o tres puntos de fuga; incluso un edificio sencillo frecuentemente tiene un techo puntiagudo que da como resultado un mínimo de seis conjuntos de líneas paralelas, que a su vez corresponden a hasta seis puntos de fuga.
Por el contrario, las escenas de la naturaleza a menudo no poseen ningún conjunto de líneas paralelas y, por lo tanto, no tienen puntos de fuga.
Por otro lado, las perspectivas axonométricas ortogonales se pueden considerar casos especiales de la perspectiva cónica, en las que las visuales que sirven para delinear el dibujo son paralelas entre sí (lo que equivale a situar el punto de vista infinitamente alejado del modelo). Esto se traduce en la ausencia de puntos de fuga en el dibujo. Por otro lado, las axonometrías oblicuas no se corresponden con ningún tipo de modelo óptico de perspectiva, siendo un artificio gráfico matemático que permite simplificar la realización de determinadas representaciones de cuerpos tridimensionales.

## Desarrollo histórico
El intento de dar sensación de volumen a las representaciones pictóricas se encuentra más o menos presente desde las primeras muestras del arte paleolítico, como se puede apreciar en las pinturas rupestres de la cueva de Altamira (con unos 35.000 años de antigüedad), en las que se aprovecha el relieve de las rocas de la pared de la cueva para dotar de profundidad a los dibujos. Esta tendencia alcanzó altas cotas de perfección técnica durante la época romana (seguramente basándose en procedimientos empíricos o intuitivos), pero no fue hasta el siglo XV, durante el Renacimiento italiano, cuando se sentaron las bases geométricas que permitieron convertir el dibujo en perspectiva en una técnica con sólidos fundamentos teóricos. Desde entonces, ha pasado a generalizarse su uso, convirtiéndose en una útil herramienta primero para los pintores, después para los arquitectos y más adelante para los ingenieros, hasta llegar al desarrollo en el último cuarto del siglo XX de las aplicaciones por ordenador que permiten automatizar la generación de este tipo de vistas, que hasta entonces podían requerir de una laboriosa construcción gráfica.

### Antecedentes

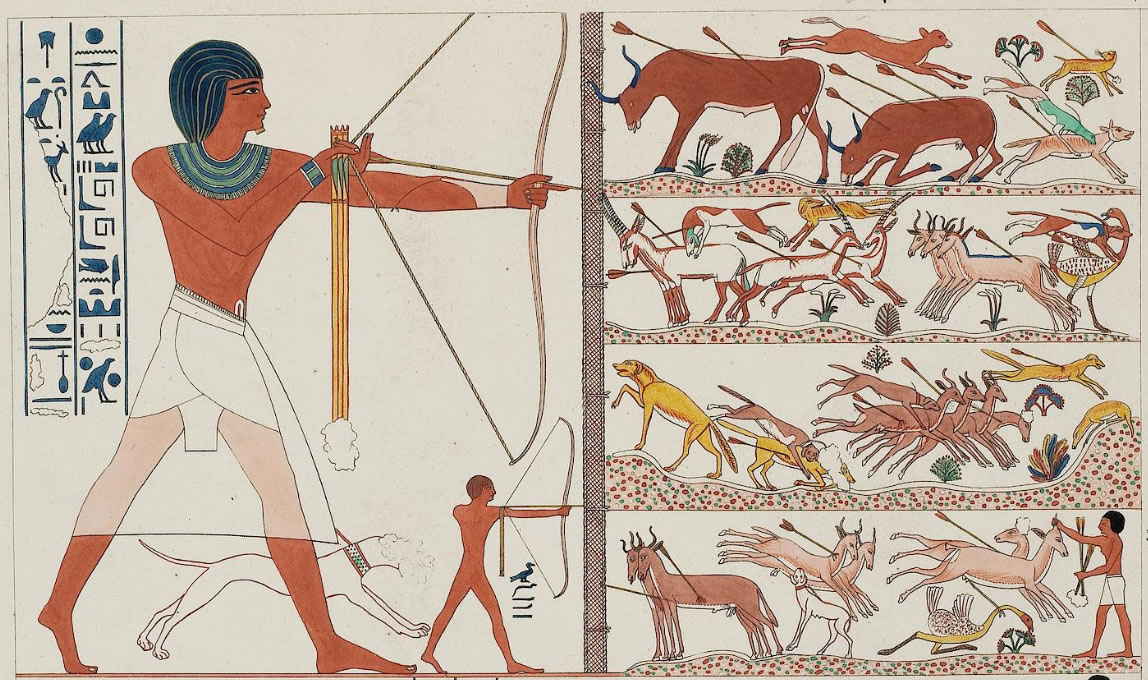
Escena de una cacería. Pintura del antiguo Egipto

Las primeras pinturas y dibujos artísticos generalmente clasificaban muchos objetos y personajes jerárquicamente según su importancia espiritual o temática, pero no según su distancia al espectador, y no usaban el escorzo. Las figuras más importantes a menudo se muestran como las más altas en una composición, especialmente de motivos hieráticos, lo que lleva a la llamada "perspectiva vertical", común en el arte del Antiguo Egipto, donde un grupo de figuras "más cercanas" se muestran debajo de la figura o figuras más grandes. En las pinturas egipcias se concebía un espacio bidimensional de la superficie a pintar, sin sugerir estrictamente una idea de concepción espacial. Disponían los personajes aumentando su tamaño según su importancia, lo que los historiadores del arte denominan perspectiva jerárquica o teológica.
El único método para indicar la posición relativa de los elementos en la composición era la superposición, de la que se hace mucho uso en trabajos como los mármoles de Elgin, las famosas esculturas que decoraban el Partenón de Atenas. Sin embargo, existen numerosos estudios acerca del propio Partenón, que afirman que sus dimensiones (especialmente la forma e inclinación de sus columnas) fueron meticulosamente estudiadas para contrarrestar los efectos de la perspectiva sobre las líneas maestras del edificio.

### Antigüedad y Edad Media

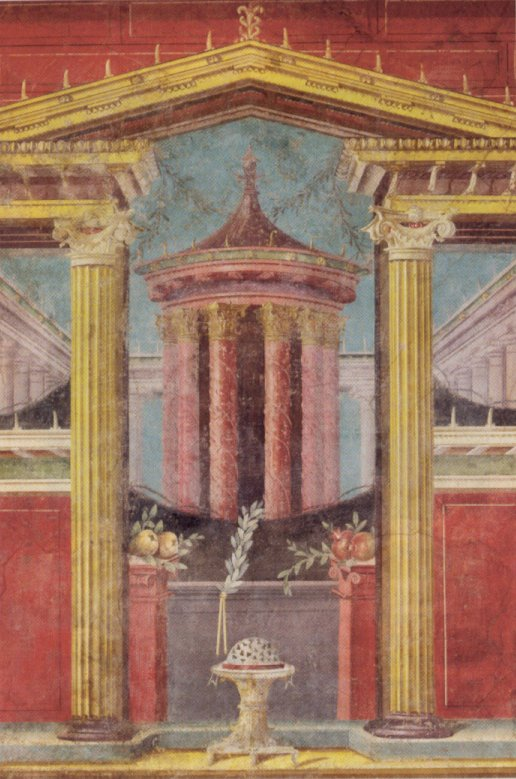
Mural romano de Boscoreale (del 43 al 30 a. C.)

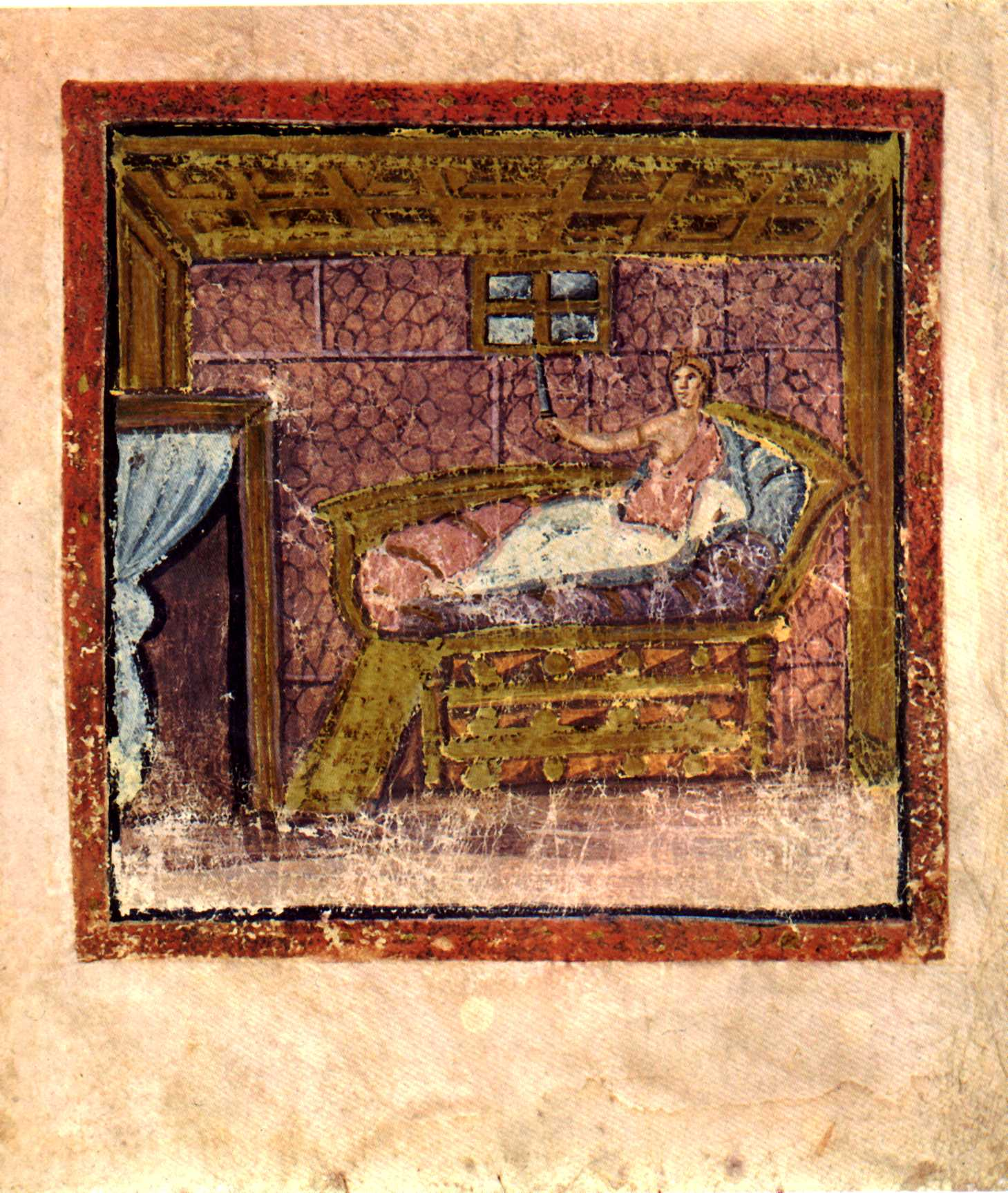
Imagen del Vergilius Vaticanus

Se considera que los primeros intentos por desarrollar un sistema de perspectiva comenzaron alrededor del siglo V a. C. en el arte de la Antigua Grecia, como parte del interés en producir la ilusión óptica de profundidad en los escenarios teatrales. Este hecho se describe en la Poética de Aristóteles como la escenografía: el uso de paneles planos en un escenario para dar la ilusión de profundidad. Los filósofos Anaxágoras y Demócrito elaboraron teorías geométricas de la perspectiva para ser usadas en la skenographia. Alcibíades tenía pinturas en su casa diseñadas usando esta técnica, por lo que este arte no se limitó simplemente a los escenarios.
Platón fue uno de los primeros en discutir los problemas de la perspectiva:

"Así (a través de la perspectiva) se revela dentro de nosotros todo tipo de confusión; y esta es la debilidad de la mente humana sobre la cual se impone el arte de conjurar y engañar por la luz y la sombra y otros ingeniosos artificios, que tienen un efecto sobre nosotros como la magia ...
Y las artes de medir, numerar y pesar vienen al rescate de la comprensión humana -de ahí su belleza-, y los aparentes mayor o menor tamaño, o más o menos peso, ya no tienen dominio sobre nosotros, sino que ceden ante el cálculo de la medida y el peso."

En su Óptica, Euclides introdujo una teoría matemática de la perspectiva, pero existe cierto debate sobre hasta qué punto coincide con la definición matemática moderna. En los últimos períodos de la antigüedad, los artistas, especialmente aquellos de tradiciones menos populares, sabían que los objetos distantes podían mostrarse más pequeños que los cercanos para aumentar el realismo, pero el hecho de que esta convención se utilizara realmente en un trabajo dependía de muchos factores. Algunas de las pinturas encontradas en las ruinas de Pompeya muestran un notable realismo y perspectiva para su tiempo. Se ha afirmado que los sistemas completos de perspectiva ya se desarrollaron en la antigüedad, pero la mayoría de los eruditos no lo aceptan. Casi ninguna de las muchas obras en las que se hubiera utilizado un sistema así ha sobrevivido. Un pasaje de Filóstrato sugiere que los artistas y teóricos clásicos pensaban en términos de "círculos" a igual distancia del espectador, como un teatro semicircular clásico visto desde el escenario. En los dibujos del códice Vergilius Vaticanus, alrededor del año 400 más o menos, las vigas del techo de las habitaciones se muestran convergentes en un punto de fuga común, pero esto no está sistemáticamente relacionado con el resto de la composición.
Los artistas chinos utilizaron la proyección oblicua desde el siglo I hasta el siglo XVIII. No es seguro cómo llegaron a usarla; algunas autoridades sugieren que los chinos adquirieron esta técnica de la India, que a su vez la adquirió de la Antigua Roma. La proyección oblicua también aparece en el arte japonés, como en las pinturas Ukiyo-e de Torii Kiyonaga (1752-1815). En el siglo XVIII, los artistas chinos comenzaron a combinar la perspectiva oblicua con la disminución regular del tamaño de las personas y los objetos con la distancia; no se elige ningún punto de vista particular, pero se logra un efecto convincente.
| 1) | 2) | 3) | 4) |
| 1) Codex Amiatinus (siglo VII). Imagen de Esdras, del quinto folio del inicio de un Antiguo Testamento 2) Acuarela china de la dinastía Song de un molino en perspectiva oblicua, siglo XII 3) Ilustración del siglo XV de una traducción al francés antiguo de la Histoire d'Outremer de Guillermo de Tiro 4) Intento geométricamente incorrecto de una perspectiva en una pintura de 1614 de la antigua Catedral de San Pablo (Sociedad de Anticuarios de Londres) |    |    |    |

En el período de la Antigüedad tardía, el uso de técnicas de perspectiva disminuyó. El arte de las nuevas culturas del período de las grandes migraciones no tenía tradición de intentar composiciones con gran número de figuras, y el arte medieval temprano tardó mucho y fue inconsistente en volver a aprender la convención de los modelos clásicos, aunque el proceso ya se puede apreciar en el arte carolingio.
Varias pinturas durante la Edad Media muestran intentos de proyecciones en dibujos de muebles, donde las líneas paralelas se representan con éxito en proyección isométrica o mediante líneas a su vez paralelas, pero sin un único punto de fuga.
Los artistas medievales en Europa, como los del mundo islámico y China, conocían el principio general de variar el tamaño relativo de los elementos según la distancia, pero contaban con motivos compositivos para ignorarlo, incluso más que el arte clásico. Los edificios a menudo se muestran oblicuamente según una convención particular. El uso y la sofisticación de los intentos de transmitir la sensación de distancia aumentaron constantemente durante este período, pero sin basarse en una teoría sistemática. El arte bizantino también conocía estos principios, pero mantenía la convención de la perspectiva invertida para destacar las figuras principales. Hasta llegar al final de la Baja Edad Media, los intentos de conseguir una cierta idea de perspectiva se encuentran en la perspectiva caballera, donde los objetos más alejados se sitúan en la parte superior de la composición y los más cercanos, en la inferior.

### Renacimiento: base matemática

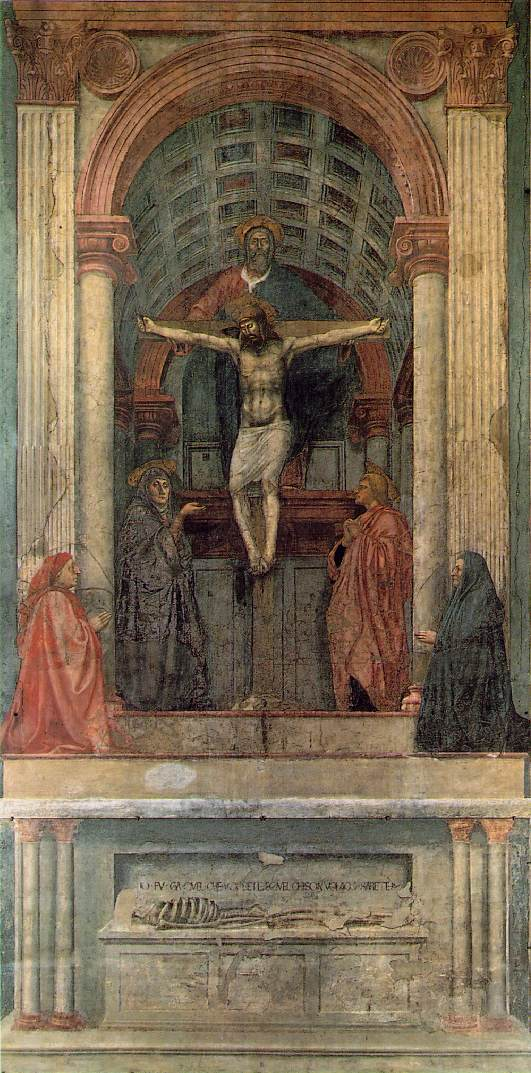
Perspectiva lineal renacentista en La Trinidad de Masaccio (1425?-1428?) de Santa María Novella (Florencia). Se cree que es la tercera pintura realizada con perspectiva cónica, y es la primera conservada.

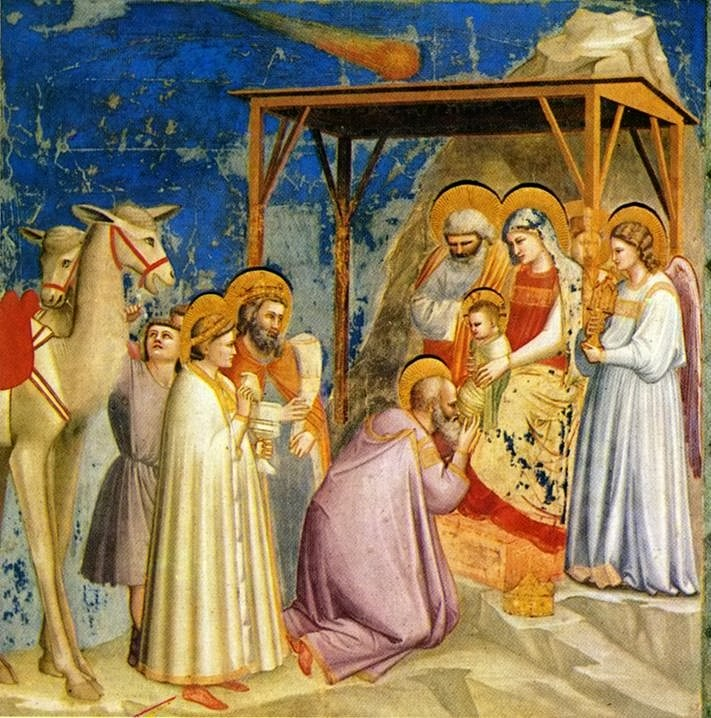
"Adoración de los Reyes Magos", obra de Giotto

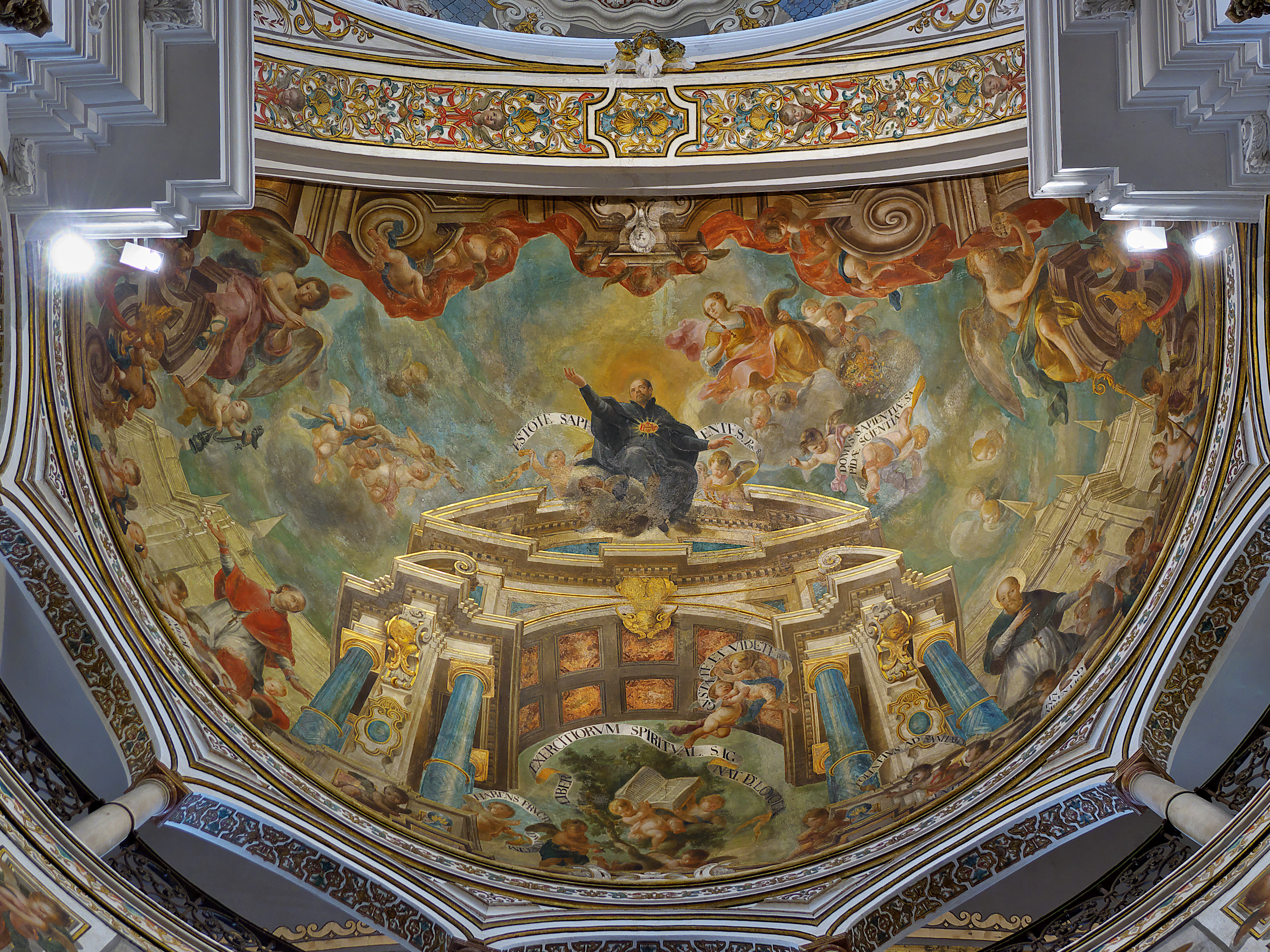
Apoteosis de san Ignacio, de Domingo Martínez, Iglesia de San Luis de los Franceses, Sevilla.

El artista que se considera el antecesor del renacimiento italiano, el pintor gótico Giotto (1267-1336), fue uno de los primeros pintores que comenzó a dotar de tridimensionalidad de forma coherente aunque todavía intuitiva a sus composiciones. Los artistas empiezan a buscar la sensación espacial a través de la observación de la naturaleza. Con las obras de Fra Angelico (1390-1455) —como en La Anunciación— y sobre todo con las de Masaccio —en su Trinidad (h. 1420-1425)—, se logra la sensación de espacio mediante el uso metódico de la perspectiva cónica, donde las líneas paralelas de un objeto convergen hacia un determinado punto de fuga. El tamaño de las figuras se va reduciendo en función de la distancia, lo que provoca la ilusión óptica de profundidad.
Entre los años 1416 y 1420, Filippo Brunelleschi (1377-1476), artista y arquitecto florentino del renacimiento italiano, para poder representar los edificios en perspectiva, realizó una serie de estudios con la ayuda de instrumentos ópticos. Con ellos, descubrió los principios geométricos que rigen la perspectiva cónica, una forma de perspectiva lineal basada en la intersección de un plano con un imaginario cono visual cuyo vértice sería el ojo del observador. Los objetos parecen más pequeños cuanto más lejos están. Además, pictóricamente, tienen colores más tenues, poseen contornos más difusos y menos contraste cuanto más alejados están.
En 1434, Brunelleschi demostró el método geométrico de la perspectiva utilizado hoy por los artistas. Al pintar los contornos de varios edificios de Florencia sobre un espejo, cuando prolongó sus líneas maestras, se dio cuenta de que convergían en la recta del horizonte. Según Giorgio Vasari, introdujo una demostración de su técnica en la puerta incompleta de la catedral de Santa María del Fiore. Hizo que el espectador mirara a través de un pequeño agujero en la parte posterior de una pintura del Baptisterio, frente al propio edificio. Luego, disponía un espejo, de cara al espectador, que reflejaba su pintura. Para el espectador, la pintura del Baptisterio y el edificio en sí eran casi indistinguibles.
En el campo de la escultura, los bronces concebidos por Lorenzo Ghiberti (1378-1455) para la puerta norte del baptisterio de la catedral de Florencia también muestran un completo dominio de la técnica de la perspectiva.
Poco después, casi todos los artistas de Florencia e Italia utilizaron la perspectiva geométrica en sus pinturas, notablemente Paolo Uccello, Masolino da Panicale y Donatello. El propio Donatello comenzó a representar suelos enlosados con aspecto de tablero de ajedrez en un grabado sobre el nacimiento de Cristo. Aunque históricamente improbables, estos enlosados obedecían las leyes primarias de la perspectiva geométrica: las líneas convergían aproximadamente a un punto de fuga, y la velocidad a la que las líneas horizontales retrocedían en función de la distancia se determinaba gráficamente. Este aspecto se convirtió en una parte integral del arte del Quattrocento.
Melozzo da Forlì utilizó por primera vez la técnica del escorzo hacia arriba (en Roma, Loreto, Forlì y otros lugares), haciéndose célebre por ello. La perspectiva no solo era una forma de mostrar la profundidad, también era un nuevo método de composición pictórico. Las pinturas comenzaron a mostrar una escena única y unificada, en lugar de una combinación de varios encuadres distintos.
| 1) | 2) | 3) |
| 1) Disputa con los doctores, uno de los bronces que decora la puerta norte del baptisterio de la catedral de Florencia, obra de Lorenzo Ghiberti 2) Uso del escorzo hacia arriba en los frescos de Loreto, obra de Melozzo da Forlì 3) Uso de la perspectiva en los frescos de la Capilla Sixtina (1481–82) obra de Pietro Perugino, preludio del Renacimiento en Roma |    |    |

Como demuestra la rápida proliferación de pinturas con perspectivas rigurosas en Florencia, Brunelleschi probablemente entendió (con la ayuda de su amigo el matemático Toscanelli), pero no publicó, las matemáticas subyacentes detrás de la perspectiva.
Décadas más tarde, su amigo Leon Battista Alberti (1404-1472) escribió De pictura (1435/1436), un tratado sobre los métodos adecuados para mostrar la distancia en la pintura. El principal avance de Alberti no fue mostrar las matemáticas en términos de proyecciones cónicas, ya que en realidad le parecían implícitas a la vista. En cambio, formuló una teoría basada en proyecciones planas, o sobre cómo los rayos de luz, pasando del ojo del espectador desde el paisaje, incidirían en el plano de la imagen (la pintura). Luego pudo calcular la altura aparente de un objeto distante utilizando dos triángulos semejantes. Las matemáticas asociadas a los triángulos semejantes son relativamente simples, y ya habían sido formuladas por Euclides hacía mucho tiempo. Al mirar una pared, por ejemplo, el primer triángulo tiene un vértice en el ojo del observador y los otros dos vértices en la parte superior e inferior de la pared. La parte inferior de este triángulo es la distancia desde el observador a la pared. El segundo triángulo semejante tiene un punto en el ojo del observador, y cuenta con una longitud igual a la existente entre el ojo del espectador y la pintura. La altura del segundo triángulo se puede determinar a través de una relación simple, como demuestra Euclides.
Reflexionó sobre las imágenes que se inscriben en el interior de la "ventana" formada por un cubo abierto por un lado e hizo alabanzas sobre "las caras que en las pinturas dan la impresión de salir del cuadro, como si estuviesen esculpidas". Para ello, "a un pintor se le debe instruir, en la medida de lo posible, en todas las artes liberales, pero (...) sobre todo, en la geometría", definiendo así las premisas de una teoría de la perspectiva. Alberti también se formó en la ciencia de la óptica a través de la escuela de Padua y bajo la influencia de Biagio Pelacani da Parma que estudió el Libro de Óptica de Alhacén (véase lo que se señaló anteriormente en este sentido con respecto a Ghiberti). El "Libro de Óptica" de Alhacén, traducido alrededor de 1200 al latín, sentó las bases matemáticas para la perspectiva en Europa.

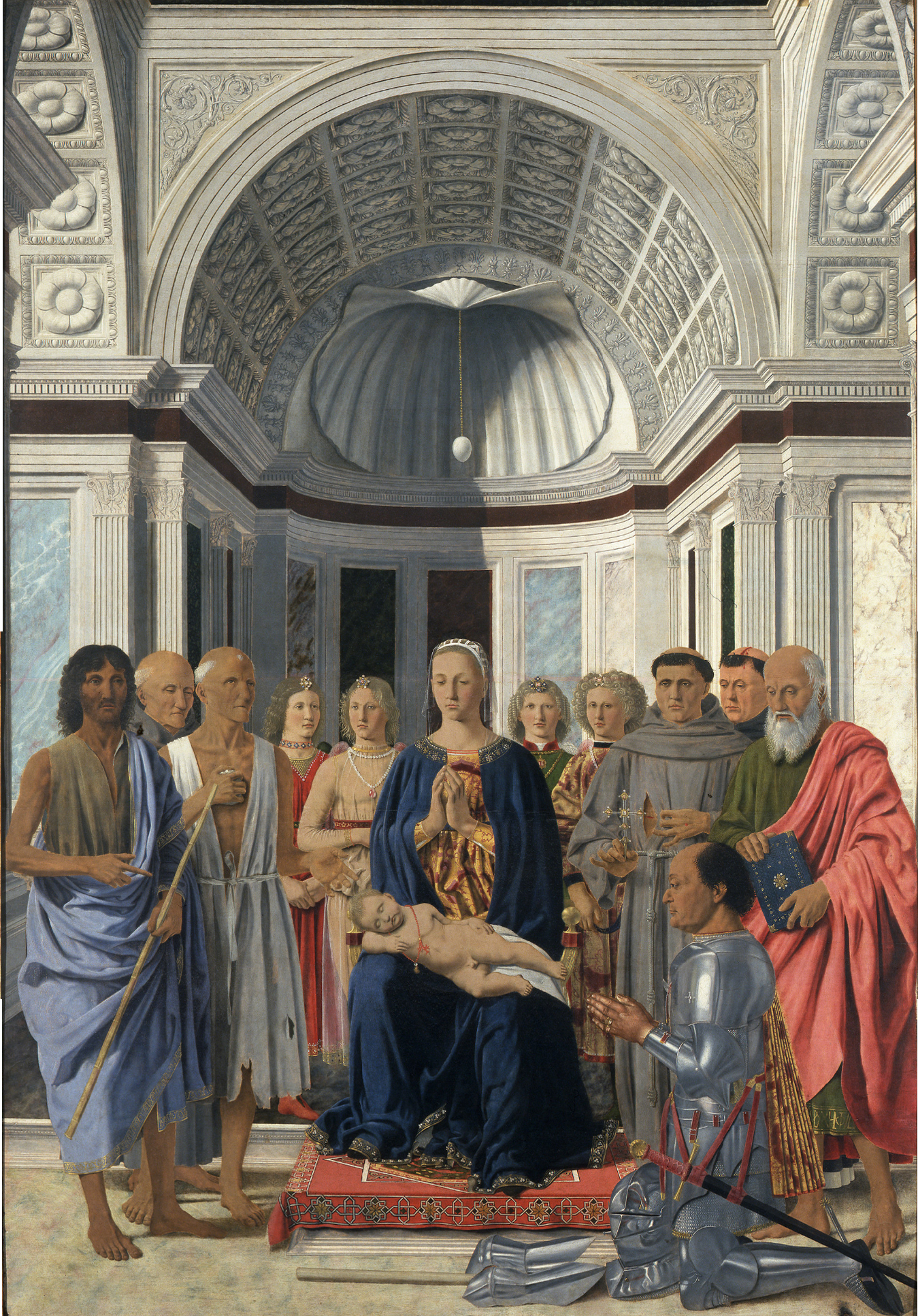
Sacra Conversación, obra de Piero della Francesca

La codificación de la perspectiva humanista europea se desarrolló en la Umbría italiana, a mediados del siglo XV, bajo la influencia de la obra de Piero della Francesca (1415-1492): a partir de la mera intuición y de los medios técnicos, la perspectiva se hace teoría matemática. También fue el primer pintor en llevar a cabo un estudio científico de la luz en la pintura.

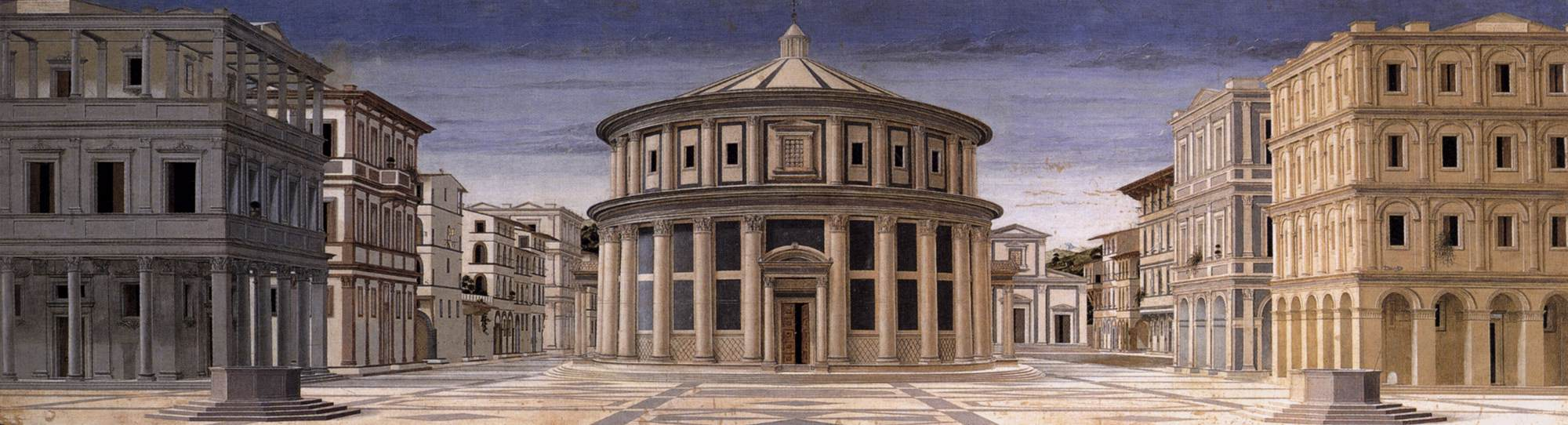
La ciudad ideal (1475), atribuido a Piero della Francesca.

Elaboró su teoría sobre Della Pittura en De Prospectiva Pingendi en la década de 1470. Alberti se había limitado a figuras sobre el plano del suelo y daba una base general para la perspectiva. Della Francesca desarrolló esta teoría, cubriendo de forma explícita los sólidos en cualquier área del plano pictórico. También comenzó la práctica común de usar figuras ilustradas para explicar los conceptos matemáticos, haciendo que su tratado fuese más fácil de entender que el de Alberti. Della Francesca también fue el primero en dibujar con precisión los sólidos platónicos, que aparecían en perspectiva.
En 1509 apareció el De divina proportione (Sobre la proporción divina) de Luca Pacioli, ilustrado por Leonardo da Vinci, donde se resume el uso de la perspectiva en la pintura.
A caballo entre los siglo XV y XVI, se perfecciona la perspectiva bajo la aportación del propio Leonardo da Vinci (1452-1519) en su Tratado de la pintura (publicado en 1680) con la perspectiva del color, donde los colores se difuminan según va aumentando la distancia; y la perspectiva menguante, donde los objetos o figuras van perdiendo nitidez con la distancia.
|  |  |  |  |

La perspectiva se mantuvo, durante un tiempo, en el dominio de Florencia. Jan van Eyck (1390-1441), entre otros, no pudo crear una estructura consistente para las líneas convergentes en las pinturas, como en el Retrato de Giovanni Arnolfini y su esposa de Londres, porque no estaba al tanto del avance teórico que estaba ocurriendo en ese momento en Italia. Sin embargo, logró efectos muy sutiles mediante manipulaciones de escala en sus interiores.
Alberto Durero (1471-1528), figura clave del Renacimiento en Alemania tanto por su obra pictórica como por sus estudios sobre el arte del dibujo, continuó con el desarrollo de las técnicas de la perspectiva. Entre sus grabados figuran detalladas imágenes de la práctica de los métodos teóricos utilizados para volcar modelos reales al plano del dibujo.
Poco a poco, y en parte a través del movimiento de las academias de las artes, las técnicas italianas se convirtieron en parte de la formación de artistas en toda Europa, y más tarde en otras partes del mundo.

### Manifestaciones posteriores

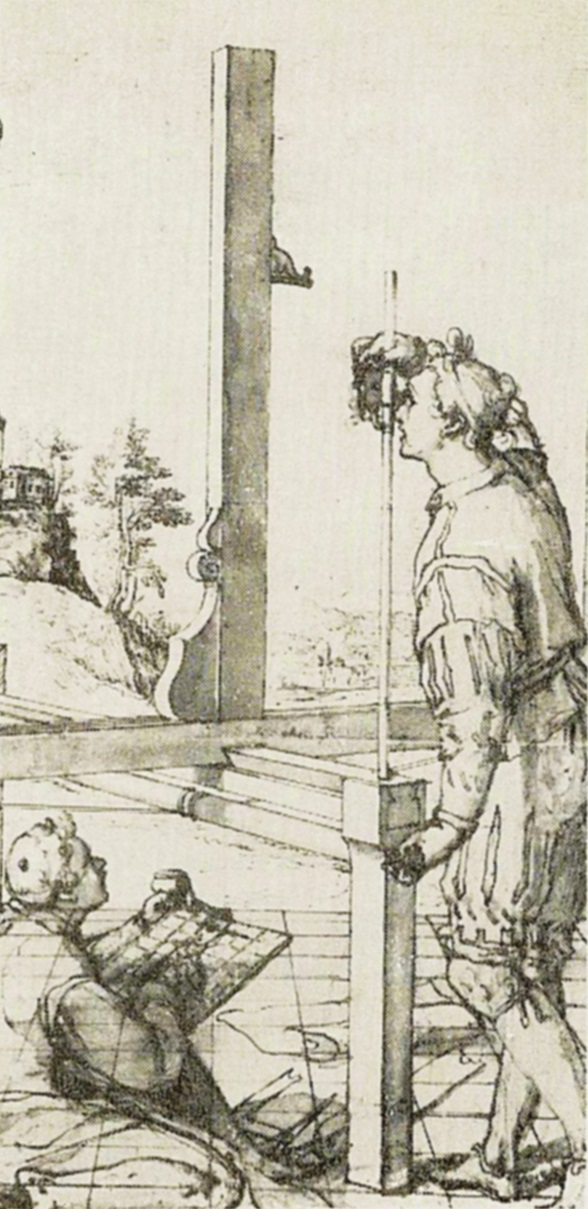
Dos pintores aprendices estudiando la técnica de la perspectiva. Dibujo de Federico Zuccaro, 1609

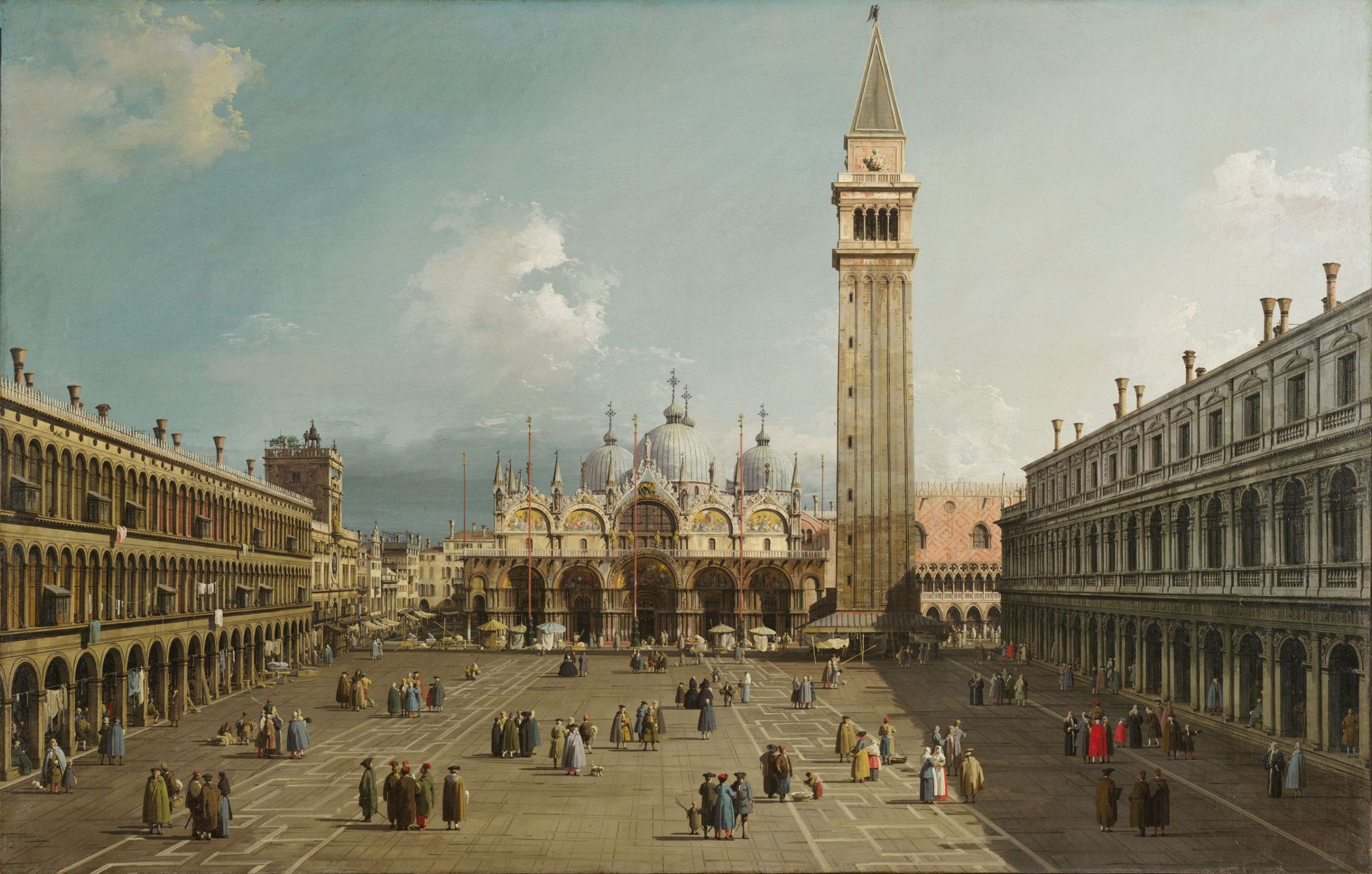
Piazza San Marco con la Basílica, (1730), obra de Canaletto.

Durante los tres siglos que siguieron al Renacimiento, hasta finales del siglo XIX aproximadamente, la perspectiva continuó siendo una herramienta fundamental a disposición de los pintores, aunque en distintas épocas surgieron voces que criticaron el rigor matemático de las composiciones como una cortapisa a la libertad expresiva de los artistas. El pintor italiano de finales del siglo XVI Federico Zuccaro acusaba a esta técnica de quitar al arte toda su gracia y su espíritu.
Así, tras el Renacimiento, durante la época manierista, ya no se intenta representar la realidad de manera naturalista, se hace más complicada, se crean perspectivas ilusorias con puntos de fuga múltiples o sacando el punto de fuga fuera de la pintura y se distorsionan deliberadamente las proporciones en un espacio desarticulado e irracional para lograr un efecto emocional y artístico. Poco después, el astrónomo y matemático italiano Guidobaldo Del Monte (1545-1607), en su obra Perspectivas Libri Sex (1600), idea una formulación matemática de la proyección cónica más acorde con sus propiedades geométricas.
A finales del siglo XVI la técnica de la perspectiva cónica llegó a China y Japón a través de las primeras misiones jesuitas en Asia, produciendo un choque con las tradiciones pictóricas locales, acostumbradas a respetar el paralelismo de las líneas en sus composiciones.
Ya en plena etapa barroca, la forma es definida sobre todo por el color, la luz y el movimiento, con lo que las composiciones se complican, se adoptan perspectivas insólitas y los volúmenes se distribuyen de manera asimétrica. Pintores como el neerlandés Johannes Vermeer (1632-1675) o el español Diego Velázquez (1599-1660) incorporaron contrastes de luminosidad a sus pinturas para dotarlas de una atmósfera propia (efecto conocido como perspectiva aérea, con el que se intenta representar la atmósfera, el aire que envuelve a los objetos, degradando su color a medida que se van alejando del espectador, aportando así no solo una sensación de profundidad).
Desde el punto de vista teórico, la culminación de estas tradiciones del Renacimiento encuentra su última síntesis en la investigación sobre la perspectiva, la óptica y la geometría proyectiva del arquitecto, geómetra y óptico francés del siglo XVII Girard Desargues (1591-1661). Más adelante, el pintor español Antonio Palomino (1655-1726) publicó un tratado en el que dio a conocer el método del triángulo áureo para dibujar perspectivas, que hasta entonces permanecía restringido al círculo de dibujantes y pintores. En 1715, la publicación del tratado de perspectiva lineal del matemático británico Brook Taylor (1685-1731), permitió que la enseñanza de la perspectiva a los artistas se basase en el estudio de las matemáticas subyacentes a esta técnica.
Otro pintor que hizo un uso habitual de la perspectiva en sus minuciosas vistas urbanas de Venecia, fue el italiano Canaletto (1697-1768), extendiendo a la época de la Ilustración la tradición geométrica del período anterior. 
La segunda mitad del siglo XVIII asistió al auge del estilo neoclásico, con pintores de corte academicista como el francés Jacques-Louis David (1748-1825), en cuyas obras la perspectiva servía de telón de fondo a temas de carácter historicista o alegórico, pero sin el protagonismo de la etapa anterior.
En el plano teórico, figuras como los franceses Gaspard Monge (1746-1818), creador de la geometría descriptiva, y Jean-Victor Poncelet (1788-1867), recuperador de la geometría proyectiva, sentaron las bases que ligaron la geometría de la perspectiva a la técnica y a otras ramas de la matemática como el álgebra. Finalmente, Otto Wilhelm Fiedler (1832-1912) definió rigurosamente en su tesis doctoral de 1859 el sistema de proyección central, fijando los fundamentos matemáticos de la perspectiva cónica tal como se conocen en la actualidad.
Tras la revolución francesa, surgió el movimiento romántico, preludio de las corrientes artísticas de vanguardia de la primera parte del siglo XX. Durante este período se impuso un concepto más naturalista del arte, menos ligado al rigor geométrico de las escenas imperante hasta entonces. Además, el perfeccionamiento de la fotografía en las últimas décadas del siglo XIX, contribuyó a facilitar la creación de vistas en perspectiva, trivializando de alguna manera la laboriosa tarea que suponía la creación manual de imágenes pictóricas en perspectiva.
La aparición del cubismo de la mano de Pablo Picasso (1881-1873) supuso una ruptura absoluta con el concepto académico de perspectiva, con su propósito de reflejar simultáneamente las distintas facetas de un objeto tridimensional desarrolladas sobre el plano del cuadro.
|  |  |  |  |

Sin embargo, movimientos posteriores a lo largo del siglo XX, como el surrealismo representado por Salvador Dalí (1904-1989), o el hiperrealismo practicado por Antonio López (1936), se han servido de la perspectiva como recurso expresivo de primer orden. En este sentido, se pueden citar los trabajos del grabador neerlandés M. C. Escher (1898-1972), que exploró los límites teóricos de la perspectiva produciendo paradójicos efectos con objetos geométricamente imposibles.
El avance en la geometría proyectiva durante los siglos XIX y XX, condujo al desarrollo de la geometría analítica y de la geometría algebraica, que un tiempo después formarían parte del soporte matemático ligado a la relatividad y a la mecánica cuántica.

### Evolución de la perspectiva axonométrica

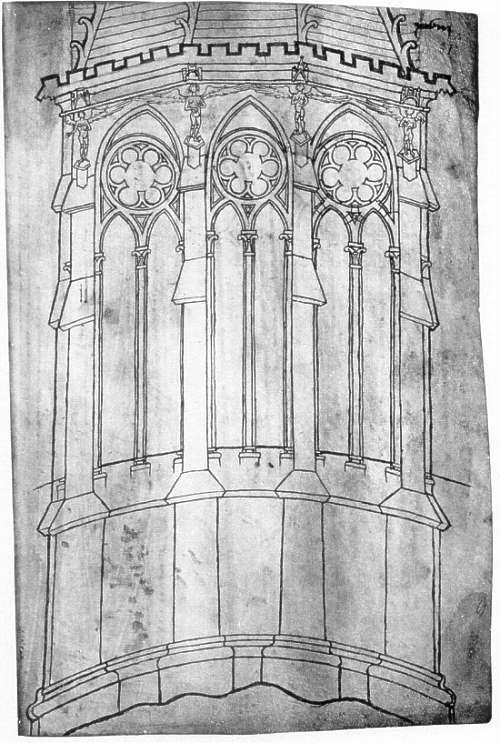
Axonométrica realizada por Villard de Honnecourt (hacia 1230)

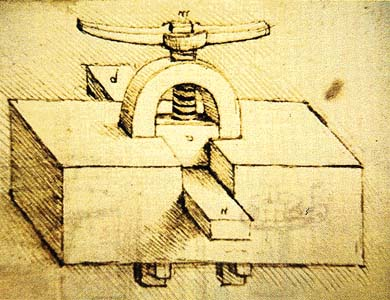
Diseño axonométrico de un mecanismo obra de Leonardo da Vinci

Las proyecciones ortogonales (sin puntos de fuga) tienen una larga historia, especialmente si se incluyen en esta categoría los planos en planta, de los que se conoce un ejemplo procedente de Caldea de hace más de 4000 años, en el que se representa un templo correspondiente a la época del rey Gudea.
Posteriormente, el desarrollo de la geometría en el antiguo Egipto quedó ligado a la realización de dibujos esquemáticos sobre papiros, tradición que a través de la Grecia clásica (donde no son infrecuentes las cerámicas con reproducciones axonométricas de elementos arquitectónicos) pasó hasta Roma. En este sentido, en los diez libros del arquitecto romano Vitrubio ya se escribe acerca de la necesidad de realizar planos antes de construir cualquier obra.
La Edad Media en Europa supuso un periodo de estancamiento respecto a los conocimientos técnicos adquiridos por los constructores y artistas romanos. Sin embargo, una excepción notable fue el maestro de obra francés de comienzos del siglo XIII Villard de Honnecourt, que en su Libro del Cantero incluye esquemas geométricos en perspectiva para el encaje de los sillares.
El vertiginoso desarrollo de la perspectiva cónica en la Italia del Renacimiento supuso un cierto arrinconamiento del sistema axonométrico en el arte, que sin embargo conservó un papel importante en la ingeniería militar y en los dibujos técnicos, como acreditan los numerosos planos de máquinas contenidos en los códices de Leonardo da Vinci. Los tratadistas del renacimiento, deslumbrados por los logros pictóricos de la perspectiva cónica, apenas se ocuparon de la axonométrica. Tan solo Luca Pacioli hizo alguna referencia a su utilidad para representar los sólidos platónicos en su obra Divina Proportio de 1509.
Durante el siglo XVI aparecen las primeras obras sobre estereotomía de la piedra y la madera, pero sobre todo cobra auge la arquitectura militar, con numerosos tratados sobre fortificaciones como el del italiano Francesco di Giorgio (1439-1502), que compartió el espíritu geométrico de la obra de Leonardo. Junto con Jacopo Castriotto, Girolamo Maggi (c. 1523-1572) instauró la tradición del dibujo axonométrico en los tratados militares, contraponiéndolo explícitamente a las perspectivas cónicas.
La codificación científica de la axonometría puede atribuirse al francés Desargues y a su discípulo Abraham Bosse (c. 1602–1676). Como en el caso de perspectiva cónica, Gaspard Monge y Jean-Victor Poncelet sentaron las bases rigurosas de las proyecciones ortogonales, relacionando ambas.

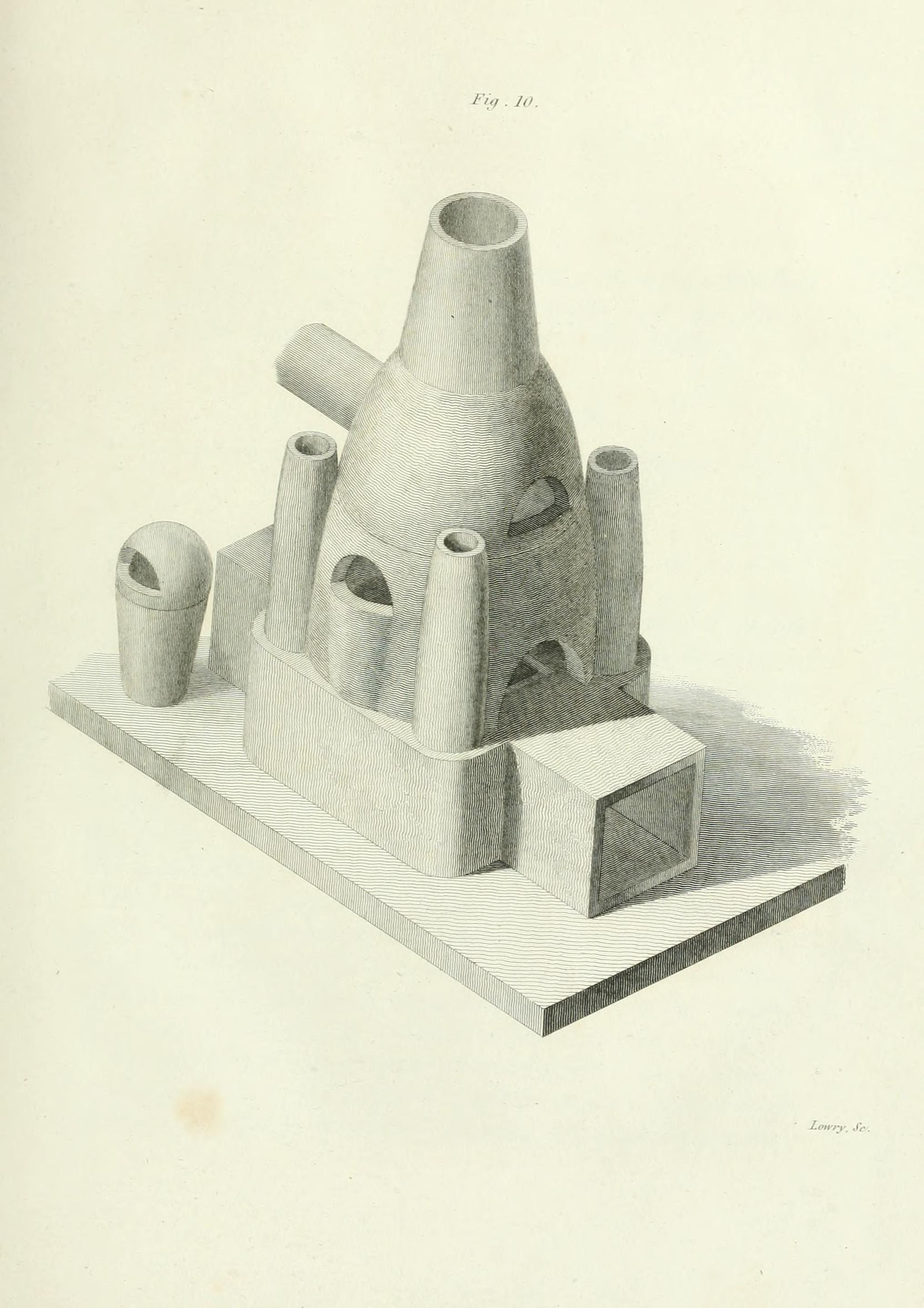
Ejemplo de perspectiva isométrica, obra de William Farish (1822)

En 1820, el químico británico William Farish (1759-1837) inventó la perspectiva isométrica. La referencia en la Enciclopedia Británica de 1835 a esta técnica hizo que adquiriera gran popularidad. Julius Ludwig Weisbach (1806-1871), Karl Wilhelm Pohlke (1810-1876) y Oskar Schlömilch (1823-1901) completaron la formulación axiomática de la axonometría en el periodo de transición entre los siglos XIX y XX. En España, el ingeniero Eduardo Torroja (1899-1961) sistematizó en un manual los distintos tipos de perspectiva axonométrica.
En el campo académico, fue el científico italiano Quintino Sella (1827-1884) uno de los primeros en aplicar sistemáticamente la perspectiva axonométrica a sus estudios de cristalografía, y la enseñanza de esta disciplina llegó a los Estados Unidos de la mano del ingeniero de origen francés Claudius Crozet (1789-1864).
La generalización de las máquinas herramienta a partir del siglo XIX permitió industrializar la fabricación de componentes mecánicos de precisión, generando nuevas necesidades para las que los planos técnicos en perspectiva axonométrica se ajustan a la perfección. Así, ingenieros como Joseph Whitworth (1803–1887) o Charles Renard (1847-1905) normalizaron respectivamente los pasos de rosca y el grosor de los cables, y tanto la documentación de sus patentes como la descripción gráfica de sus productos se sirvieron frecuentemente de este tipo de dibujos.
El primer tercio del siglo XX vio el nacimiento de las organizaciones nacionales de normalización, culminada con la creación de la ISO en 1947, estableciéndose estándares técnicos que han servido para unificar internacionalmente los criterios con los que se realizan las perspectivas axonométricas de carácter técnico.

### Presente: gráficos por computadora
El origen de los gráficos interactivos por ordenador se sitúa en 1963, cuando Ivan Sutherland presentó en el MIT su tesis doctoral sobre un sistema informático que permitía manejar gráficamente elementos geométricos. Esta aplicación pionera daría lugar a la aparición del CAD, sentando las bases teoricoprácticas de los primeros programas de diseño asistido.
Numerosos videojuegos y películas de animación con escenarios tridimensionales, así como la inmensa mayoría de aplicaciones de diseño gráfico por ordenador, se valen de versiones numéricas más o menos simplificadas para generar imágenes en perspectiva.
Los programas de ordenador generalmente utilizan modelos numéricos en coordenadas tridimensionales de los motivos a representar, formados por superficies compuestas de numerosas escamas triangulares o poligonales, normalmente dotadas de color y de textura. Una vez situados el punto de vista y el plano del dibujo en el mismo sistema de coordenadas tridimensionales del modelo observado (como si fueran el ojo del observador y una ventana por la que estuviese mirando), el programa de ordenador calcula las intersecciones con el plano del dibujo de las ternas de rayos que conectan cada triángulo del modelo con el punto de vista de la escena. Cada terna de puntos de corte con el plano de dibujo, genera un triángulo proyectado en el citado plano, que hereda el color y la textura del triángulo original del modelo. De acuerdo con las coordenadas de los triángulos proyectados sobre el plano de dibujo, el código del programa se encarga de dar a la tarjeta gráfica del ordenador las instrucciones necesarias para controlar el encendido de los píxeles del monitor que finalmente componen la imagen generada.
El constante incremento de la potencia de cálculo de los equipos informáticos y las sucesivas mejoras en los algoritmos que calculan la geometría y la modelización de los objetos visualizados (con comportamientos tan complejos como los de las sombras propias y arrojadas; los brillos y reflejos; los líquidos; el fuego; los objetos transparentes; los movimientos de los seres vivos y las texturas del pelo y de la piel...) han permitido la creación de aplicaciones (especialmente videojuegos) capaces de generar en tiempo real escenas en perspectiva cada vez de mayor realismo. Dado que se dispone de las herramientas matemáticas necesarias para la generación de estas imágenes, parece que es cuestión de tiempo que se disponga de la potencia de cálculo requerida para que las imágenes generadas por ordenador lleguen a ser prácticamente indistinguibles a simple vista de las imágenes reales captadas por los equipos de vídeo o las cámaras de cine.
|  |  |  |

El diseño asistido por computadora y la mayoría de los videojuegos (especialmente las aplicaciones que usan polígonos en 3-D) utilizan álgebra lineal, y en particular la multiplicación de matrices para realizar los cálculos necesarios para la generación de imágenes en perspectiva. Los cálculos básicos necesarios son muy simples: para conocer las coordenadas de una visual sobre el plano del dibujo, basta determinar el punto de intersección entre ambos, lo que equivale a la resolución trivial de un sistema de tres ecuaciones lineales con tres incógnitas. En realidad, las matemáticas subyacentes a la geometría de la perspectiva son muy sencillas, y la complejidad de la generación de imágenes realistas radica tanto en el gran número de objetos elementales que deben manejarse secuencialmente, como en los elevados requerimientos de cálculo de los sofisticados algoritmos que modelizan el comportamiento de la luz incidiendo sobre la modelización de los objetos que componen una escena.
Además de conocidos programas de CAD como Autocad, Microstation, SolidEdge, CATIA, SolidWorks, Pro/Engineer o Euclid, existen programas ya clásicos como Autodesk 3ds Max, Mental Ray o Google Sketchup especializados en la generación de imágenes tridimensionales. Numerosas de estas aplicaciones se sirven de paquetes de rutinas gráficas como OpenGL o Direct3D, que optimizan el rendimiento de las tarjetas gráficas de los ordenadores.

## Tipos de perspectiva
De los muchos tipos de dibujos en perspectiva cónica, los más habituales son con un punto de fuga, con dos o con tres; característica que sirve para denominarlos, aunque conceptualmente son el mismo tipo de sistema de representación. Por su parte, las perspectivas axonométricas presentan una mayor variedad de tipologías:
|  | Isométrica |
|  |            |
|  | Dimétrica  |
|  |            |
|  | Trimétrica |
|  |            |

|  | Caballera |
|  |           |
|  | Militar   |
|  |           |

|  | Isométrica |
|  |            |
|  | Dimétrica  |
|  |            |
|  | Trimétrica |
|  |            |

|  | Caballera |
|  |           |
|  | Militar   |
|  |           |

|  | Isométrica |
|  |            |
|  | Dimétrica  |
|  |            |
|  | Trimétrica |
|  |            |

|  | Caballera |
|  |           |
|  | Militar   |
|  |           |

|  | Isométrica |
|  |            |
|  | Dimétrica  |
|  |            |
|  | Trimétrica |
|  |            |

|  | Caballera |
|  |           |
|  | Militar   |
|  |           |

|  | Isométrica |
|  |            |
|  | Dimétrica  |
|  |            |
|  | Trimétrica |
|  |            |

|  | Caballera |
|  |           |
|  | Militar   |
|  |           |

|  | Isométrica |
|  |            |
|  | Dimétrica  |
|  |            |
|  | Trimétrica |
|  |            |

|  | Caballera |
|  |           |
|  | Militar   |
|  |           |

|  | Isométrica |
|  |            |
|  | Dimétrica  |
|  |            |
|  | Trimétrica |
|  |            |

|  | Caballera |
|  |           |
|  | Militar   |
|  |           |

|  | Isométrica |
|  |            |
|  | Dimétrica  |
|  |            |
|  | Trimétrica |
|  |            |

|  | Caballera |
|  |           |
|  | Militar   |
|  |           |

Los sistemas de perspectiva curvilíneos forman parte de las cónicas, dado que todas las visuales que sirven para definir el dibujo pasan por un único vértice común (el punto de vista), con la salvedad de que se utilizan superficies de proyección distintas del plano (como cilindros o esferas).

### Perspectiva con un punto de fuga
Un dibujo en perspectiva de este tipo contiene solo un punto de fuga en la línea del horizonte. Se usa generalmente para representar imágenes de motivos lineales, como carreteras, vías férreas, pasillos o edificios vistos de manera que el frente esté directamente delante del observador. Cualquier objeto que se compone de líneas, ya sea directamente paralelas a la línea de visión del espectador o directamente perpendiculares (como las traviesas del ferrocarril) se puede representar adecuadamente con una perspectiva de un punto de fuga, en el que convergen las líneas que se alejan del espectador.
La perspectiva de un punto se da cuando el plano del dibujo es paralelo a dos ejes de una escena con motivos rectilíneos, compuesta enteramente de elementos lineales que se cortan solo en ángulos rectos. Si un eje es paralelo al plano de la imagen, entonces todos los elementos son paralelos al plano de la imagen (ya sea horizontal o verticalmente) o perpendiculares a él. Todos los elementos que son paralelos al plano de la imagen se dibujan como líneas paralelas. Todos los elementos que son perpendiculares al plano de la imagen convergen en un único punto (un punto de fuga) en el horizonte.
| - Ejemplos de perspectiva con un punto de fuga |

### Perspectiva con dos puntos de fuga
La perspectiva con dos puntos de fuga, que pueden colocarse arbitrariamente en el horizonte, se suele usar para dibujar los mismos objetos que una perspectiva de un punto, pero cuando están rotados: por ejemplo, cuando se mira hacia la esquina de una casa, o en la vista de dos caminos bifurcados cuya anchura aparente se reduce con la distancia. Uno de los puntos de fuga representa un conjunto de líneas rectas paralelas, y el segundo representa otro. Vistas desde una esquina, las aristas horizontales de una de las paredes de una casa convergerían hacia un punto de fuga, mientras que las de la otra pared se dirigirían hacia el punto de fuga opuesto.
La perspectiva de dos puntos de fuga se produce cuando el plano del dibujo es paralelo a un eje coordenado (generalmente el eje vertical) pero no a los otros dos ejes. Si la escena que se visualiza consiste únicamente en un cilindro con su base sobre un plano horizontal, no existe diferencia en la imagen del cilindro entre una perspectiva de un punto y de dos puntos de fuga.
Posee un conjunto de líneas paralelas al plano de la imagen y dos conjuntos oblicuos al mismo. Cada familia de líneas paralelas oblicuas al plano de la imagen converge en su propio punto de fuga, lo que significa que esta configuración requerirá dos puntos de fuga.

### Perspectiva con tres puntos de fuga
La perspectiva con tres puntos de fuga se usa a menudo para representar edificios vistos desde arriba o desde abajo. Además de los dos puntos de fuga ya descritos, uno para cada familia de paredes, en este caso se localiza un tercer punto de fuga sobre el que convergen las líneas verticales de las paredes. Para un objeto visto desde arriba, este tercer punto de fuga está debajo del suelo. Para un objeto visto desde abajo, como cuando el espectador mira hacia arriba a un edificio alto, el tercer punto de fuga se sitúa en el zenith.
La perspectiva de tres puntos de fuga se produce al dibujar un motivo con caras ortogonales, cuando el plano de la imagen no es paralelo a ninguno de los tres ejes de la escena, correspondiendo cada uno con uno de los tres puntos de fuga de la imagen.
Las perspectivas con uno, dos y tres puntos de fuga parecen incorporar diferentes formas de cálculo del dibujo, y se podría pensar que se generan mediante diferentes métodos. Matemáticamente, sin embargo, las tres son idénticas; la diferencia radica meramente en la orientación relativa de las caras ortogonales de la escena rectilínea respecto al espectador y al plano del dibujo.

### Escorzo
El escorzo es el efecto visual o ilusión óptica que hace que un objeto o una distancia parezcan más cortos de lo que realmente son porque están girados hacia el espectador. Además, en las imágenes los objetos generalmente no se escalan de manera uniforme: un círculo a menudo aparece como una elipse y un cuadrado puede aparecer como un trapezoide.
Aunque el escorzo es un elemento importante en el arte donde se representa la perspectiva visual, también se produce en otros tipos de representaciones bidimensionales de escenas tridimensionales. Algunos otros tipos en los que puede producirse escorzo incluyen dibujos en proyección paralela oblicua.
En pintura, el escorzo en la representación de la figura humana se perfeccionó en el Renacimiento italiano, y la famosa pintura de la "Lamentación sobre Cristo muerto" de Andrea Mantegna (1480) es una de las realizaciones más conocidas de una serie de obras que muestran la nueva técnica, que posteriormente se convirtió en una parte estándar de la formación de los artistas.

### Perspectiva con numerosos puntos de fuga

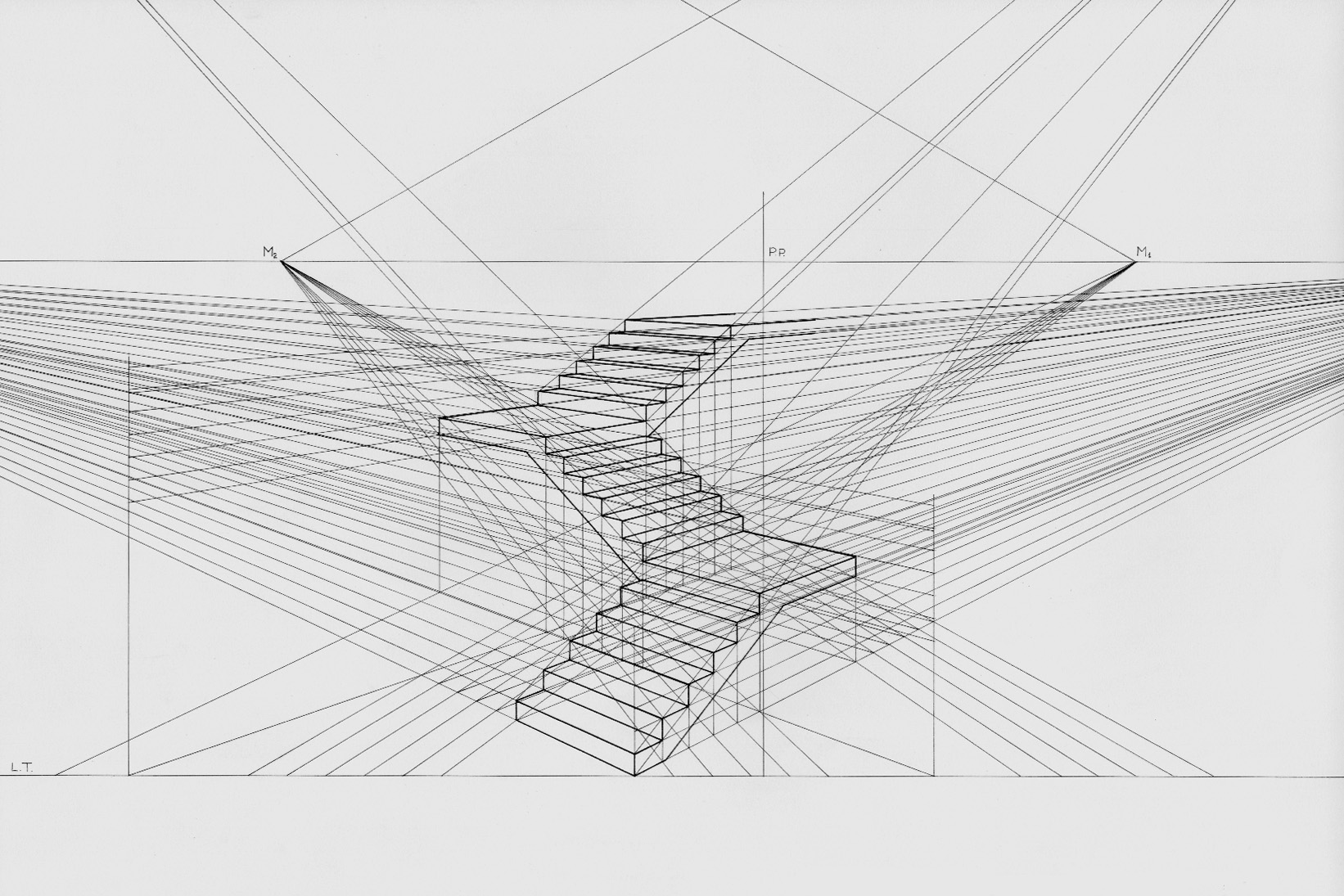
Dibujo en perspectiva de una escalera con diversos puntos de fuga, aunque no todos quedan situados en el interior del dibujo

Las perspectivas de un punto, de dos puntos y de tres puntos dependen de la estructura de la escena que se está observando. Solo existen para escenarios estrictamente cartesianos (con tres ejes rectilíneos generalmente ortogonales). Al insertar en una escena cartesiana un conjunto de líneas paralelas entre sí que no son paralelas a ninguno de los tres ejes principales, se crea un nuevo punto de fuga distinto. Por lo tanto, es posible tener una perspectiva con infinitos puntos de fuga si la escena que se está viendo no se ajusta a un sistema de ejes cartesianos, sino que consiste en infinitas parejas de líneas paralelas, donde cada par de rectas no es paralelo a ningún otro par.

### Perspectiva curvilínea

Ejemplo de perspectiva curvilínea

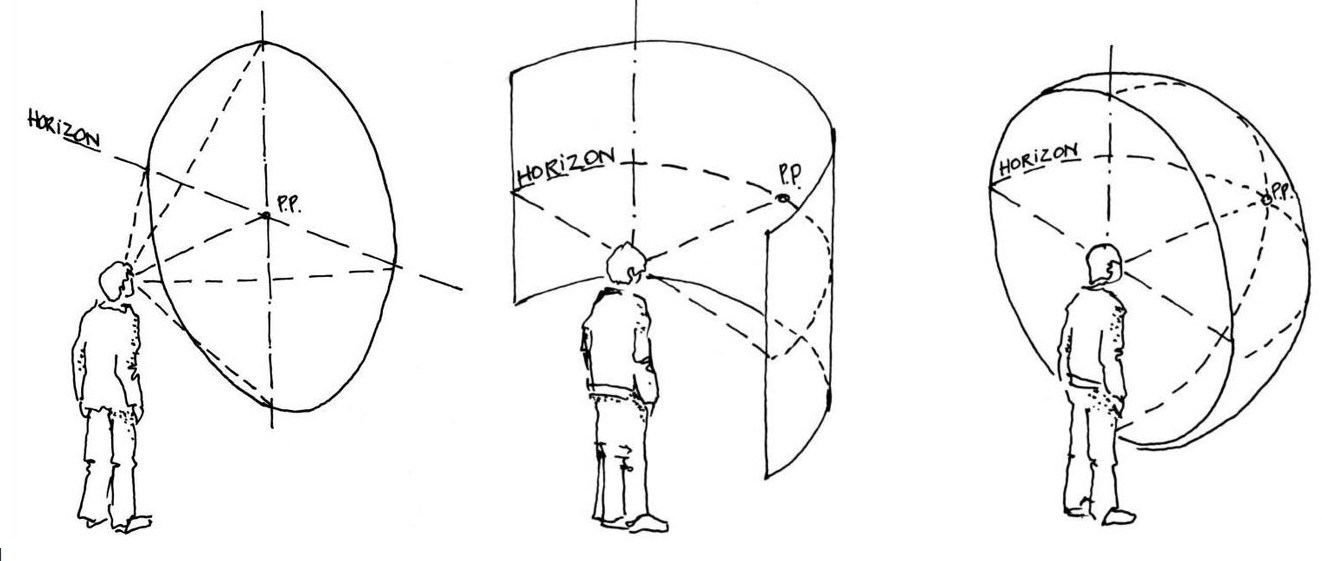
Perspectivas cónica, cilíndrica y esférica

La perspectiva curvilínea, también llamada perspectiva de punto infinito o perspectiva de cuatro puntos, es la variante curvilínea de la perspectiva de dos puntos. Una imagen en perspectiva curvilínea puede representar una panorámica de 360° e incluso más allá de 360° para diseñar escenas imposibles. Se puede utilizar con una línea del horizonte tanto horizontal como vertical. En esta última configuración puede representar tanto una vista de gusano como una vista aérea de una escena al mismo tiempo.
El método habitual de generar perspectivas curvilíneas es proyectar el modelo sobre una superficie teórica curvada, en vez de hacerlo sobre un plano (aunque finalmente, el resultado se dibuje sobre un plano). Así, se habla de una perspectiva de cuatro puntos de fuga cuando se utiliza un cilindro que rodea al observador (los cuatro puntos se sitúan delante, detrás y a ambos lados, cubriendo 360°); cuando se utiliza media esfera se habla de cinco puntos (arriba, abajo, izquierda, derecha y al frente); y con una esfera completa, se habla de seis puntos (se añade un punto de fuga situado detrás).
Al igual que todas las demás variantes escorzadas de perspectiva (perspectivas de un punto a seis puntos), comienza con una línea del horizonte, seguida de cuatro puntos de fuga igualmente espaciados para delinear cuatro líneas verticales. Los puntos de fuga creados para generar las ortogonales curvilíneas se localizan libremente en las cuatro líneas verticales colocadas en el lado opuesto de la línea del horizonte. La única dimensión no escorzada en este tipo de perspectiva es la de las líneas rectas paralelas entre sí, perpendiculares a la línea del horizonte, similares a las líneas verticales utilizadas en la perspectiva con dos puntos.

### Perspectiva sin puntos de fuga

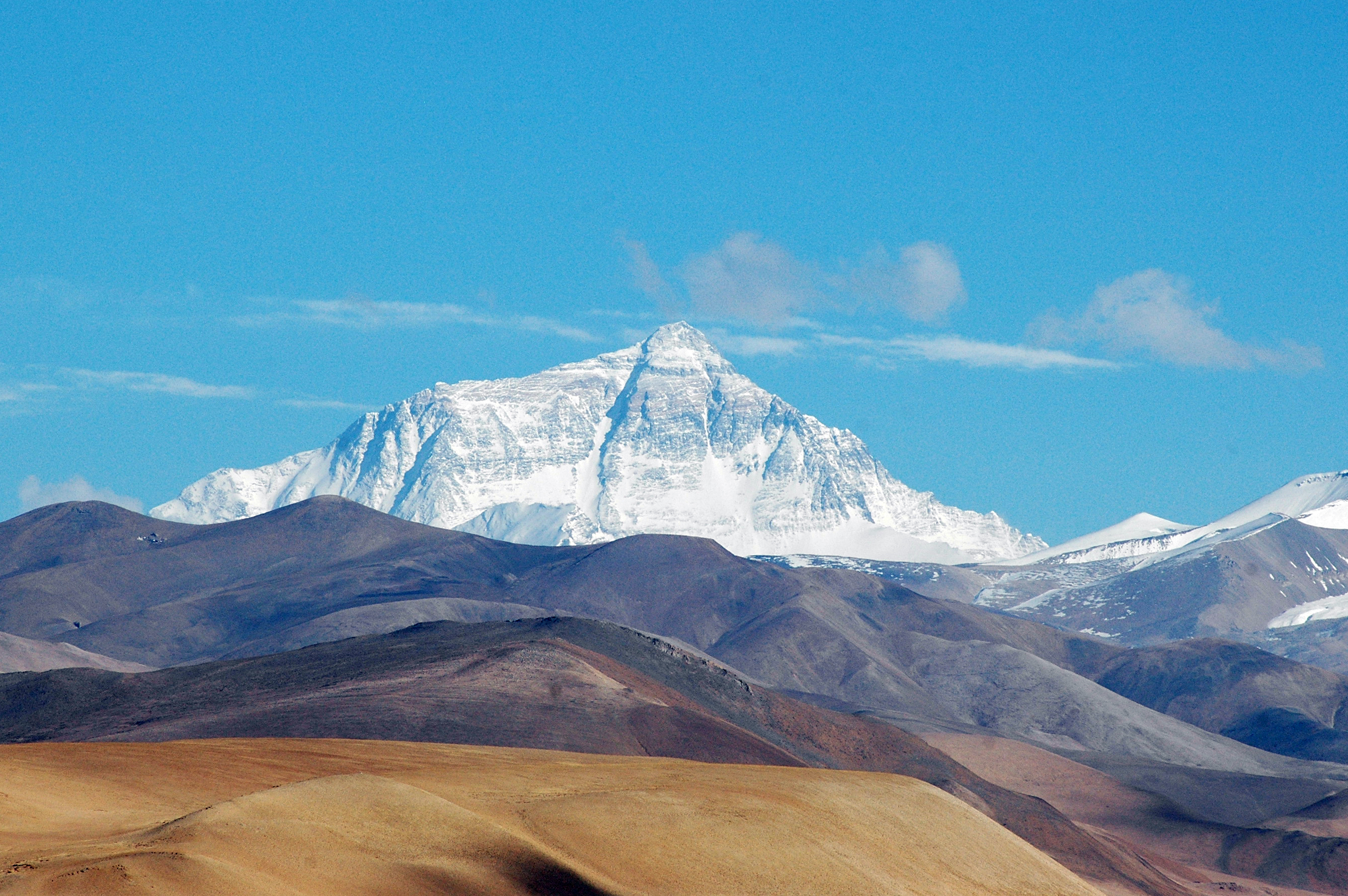
Panorámica del Monte Everest. A pesar de ser una perspectiva, la ausencia de líneas paralelas en la escena impide visualizar ningún punto de fuga preferente

Una perspectiva sin puntos de fuga (perspectiva con "cero puntos de fuga") se produce cuando el espectador está observando una escena no lineal, y que por lo tanto no contiene rectas paralelas. El ejemplo más común de una vista no lineal de este tipo es una escena natural (por ejemplo, una cadena montañosa) que a menudo no contiene ninguna línea paralela. Esto no debe confundirse con las vistas de un sistema diédrico, ya que una vista sin puntos de fuga explícitos puede haberse dibujado de tal manera que hubiera habido puntos de fuga si hubiera habido rectas paralelas, y así disfrutar de la sensación de profundidad como en una proyección en perspectiva cualquiera.
Por otro lado, una proyección paralela, como la diédrica, se puede aproximar a una perspectiva cuando el objeto en cuestión se observa desde muy lejos, porque las líneas de proyección tienden a hacerse paralelas cuando el punto de vista se aproxima al infinito. Esto puede explicar la confusión de las perspectivas sin puntos de fuga con las proyecciones ortogonales, ya que las escenas naturales a menudo se ven desde muy lejos, y el tamaño de los objetos dentro de la escena suele ser insignificante en comparación con su distancia al punto de vista. La apariencia de cualquier pequeño objeto en dicha escena se asemejaría así a su aspecto en una proyección paralela.

### Perspectivas axonométricas
Este tipo de proyecciones se caracterizan porque las visuales son paralelas entre sí, lo que en teoría equivale a que el punto de vista de la proyección se sitúe en el infinito. En la práctica, presentan la ventaja de que permiten medir directamente sobre los tres ejes coordenados las dimensiones del modelo representado.
Se clasifican en dos tipos principales:
- Ortogonales: en estos sistemas, la posición de los ejes coordenados del dibujo, se corresponde con la proyección real de los ejes del sistema de coordenadas del modelo sobre el plano del dibujo, cuando son cortadas por este. En el caso de la perspectiva isométrica, los tres ángulos que forman los ejes coordenados del dibujo son iguales (120° cada uno), lo que hace posible que se puedan obtener las medidas del modelo sobre los ejes sin necesidad de escalarlas entre sí. Cuando dos de los puntos de corte del plano del dibujo con el sistema de coordenadas del modelo equidistan del origen, se obtiene una perspectiva dimétrica (dos ejes comparten escala, distinta de la del tercer eje); y cuando las tres distancias son distintas, se obtiene una trimétrica (es decir, en cada eje se mide con una escala distinta). El escalado de los ejes es el resultado de los posibles distintos valores de las distancias entre el origen de coordenadas del modelo y los puntos de corte con el plano del dibujo.
- Oblicuas: en este caso, uno de los ángulos de las coordenadas del dibujo mide 90°, por lo que sus dos ejes conservan la misma escala,  debiéndose adoptar una escala distinta para el tercer eje. A este tipo corresponden la perspectiva caballera y la perspectiva militar. Desde el punto de vista de la geometría euclídea, son vistas imposibles, puesto que si la proyección ortogonal sobre el plano del dibujo de la cara de un cubo es un cuadrado, en la práctica no sería posible ver ninguna otra de sus caras.

## Métodos de construcción

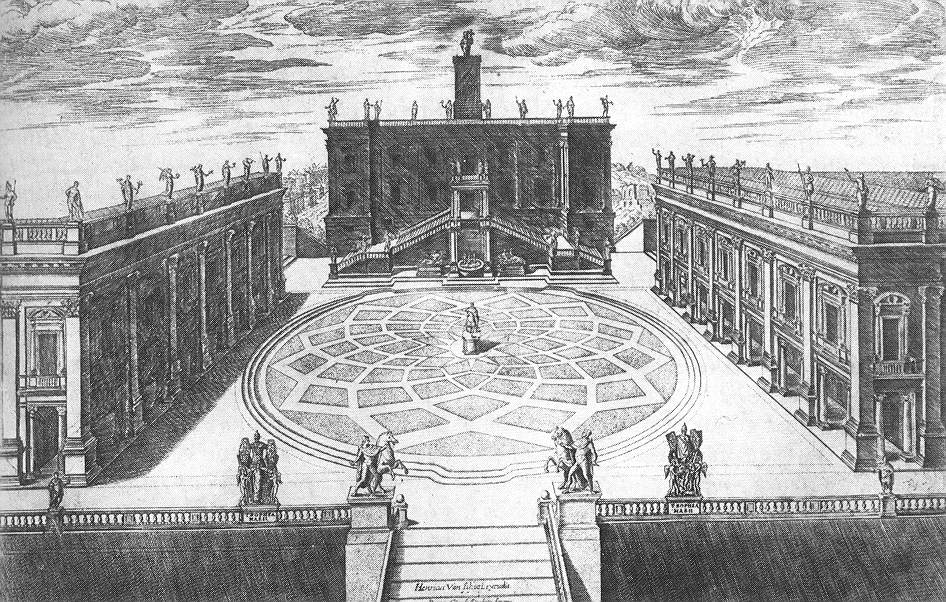
Perspectiva del Campidoglio, en Roma. Miguel Ángel diseñó la composición de esta pequeña plaza; dispuso los edificios laterales confluyendo hacia el fondo para reforzar la sensación de profundidad.

Existen varios métodos para generar perspectivas, que incluyen:
- Dibujo a mano alzada (común en el arte)
- Estimar las dimensiones de una vista utilizando herramientas como un compás de proporción
- Utilizar una retícula en perspectiva, lo que permite situar las coordenadas tridimensionales de un modelo cuyas dimensiones se conocen
- Construcción gráfica (método común en arquitectura, hasta que se generalizó el uso de programas de dibujo por ordenador)
- Copiar una fotografía
- Deformar una fotografía mediante un programa de ordenador, haciendo converger sus líneas paralelas hacia un lado determinado de la imagen
- Computar la posición de los puntos de la imagen mediante una proyección tridimensional (común en las aplicaciones 3D para ordenador)

## Limitaciones

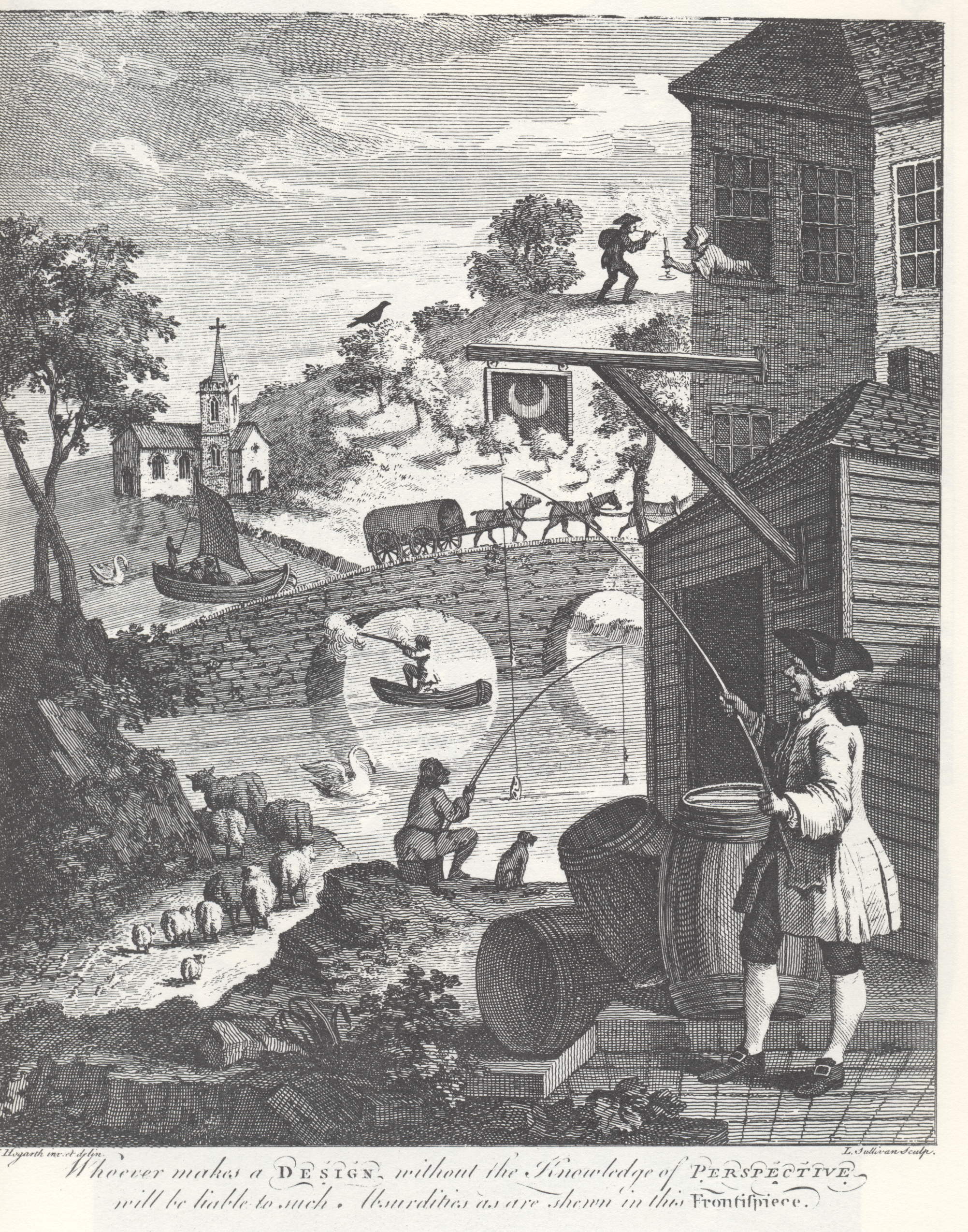
Sátira sobre la Perspectiva Falsa por William Hogarth, 1753

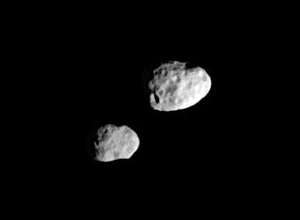
Epimeteo (abajo izquierda) y Jano (derecha). Las dos lunas de Saturno aparecen cercanas debido al escorzo; en realidad, Jano está unos 40.000 km más cerca de la nave Cassini que Epimeteo.

Las imágenes de perspectiva se calculan suponiendo una relación determinada entre el punto de vista y el plano donde se proyecta la imagen, que a su vez poseen una determinada posición respecto al modelo que se quiere dibujar. Para que la imagen resultante aparezca idéntica a la escena original, un espectador de la perspectiva debe ver la imagen desde el punto de vista exacto utilizado en los cálculos relativos a la imagen. Esto provoca lo que aparecerían como distorsiones en la imagen cuando se mira desde un punto diferente. En la práctica, a menos que el usuario elija un ángulo extremo, como mirar la imagen desde la esquina inferior de la ventana, la perspectiva normalmente se ve más o menos correcta. Este efecto se conoce como la paradoja de Zeeman.
Se ha sugerido que un dibujo en perspectiva todavía parece estar en perspectiva cuando se contempla descentradamente porque todavía se percibe como un dibujo, al carecer de la profundidad de campo que sí posee el modelo original.
Sin embargo, para una perspectiva típica, el campo de visión es lo suficientemente estrecho (a menudo solo 60 grados) como para que las distorsiones sean lo suficientemente pequeñas, de forma que la imagen se pueda ver desde un punto diferente al punto de vista calculado real sin aparecer significativamente distorsionada. Cuando se requiere un ángulo de visión mayor, el método estándar de proyectar rayos sobre una superficie plana no es práctico. Como máximo teórico, el campo de visión de una imagen plana debe ser inferior a 180 grados, porque a medida que el campo de visión aumenta hacia 180 grados, la anchura requerida del plano de imagen se aproxima al infinito.
Para crear una imagen de rayos proyectados con un gran campo de visión, se puede proyectar la imagen sobre una superficie curva. Para tener un gran campo de visión horizontal en la imagen, una superficie que es un cilindro vertical (es decir, el eje del cilindro es paralelo al eje z) será suficiente (de manera similar, si el campo de visión amplio que se desea está solo en la dirección vertical de la imagen, un cilindro horizontal será suficiente). Una superficie de imagen cilíndrica permitirá una imagen proyectada de rayos de hasta 360 grados completos en la dimensión horizontal o vertical de la imagen en perspectiva (dependiendo de la orientación del cilindro). Del mismo modo, al usar una superficie de imagen esférica, el campo de visión puede ser de 360 grados completos en cualquier dirección (téngase en cuenta que para una superficie esférica, todos los rayos proyectados desde la escena hasta el ojo se cruzan con la superficie en ángulo recto).
Del mismo modo que una imagen de perspectiva estándar debe verse desde el punto de vista calculado para que la imagen parezca idéntica a la escena real, una imagen proyectada en un cilindro o esfera debe ser vista desde el punto de vista calculado para que sea exactamente idéntica a la escena original. Si una imagen proyectada sobre una superficie cilíndrica se "desenrolla" en una imagen plana, se producen diferentes tipos de distorsiones. Por ejemplo, muchas de las líneas rectas de la escena se dibujarán como curvas. Una imagen proyectada en una superficie esférica puede aplanarse de varias maneras:
- Una imagen equivalente a un cilindro desenrollado
- Una parte de la esfera se puede aplanar en una imagen equivalente a una perspectiva estándar
- Una imagen similar a una fotografía de ojo de pez